# 営団9000系電車
営団9000系電車（えいだん9000けいでんしゃ）は、1990年（平成2年）に登場した帝都高速度交通営団（営団）の通勤形電車である。2004年（平成16年）4月の営団民営化にともない、東京地下鉄（東京メトロ）に継承された。

## 概要
「相互直通運転における東急目黒線・南北線・三田線・埼玉高速鉄道線との車両申し合わせ事項」の規格を満たして設計・開発が行われ「21世紀を指向し、先進技術の導入、地域との調和、人に対するやさしさ」をコンセプトに製造された。
試作車および1次車は、1991年（平成3年）11月29日の南北線の部分開業に併せて運行開始した。南北線の延伸に伴って、2次車から4次車が順次増備され、東京メトロ発足後は5次車および8両編成化の増結用車両が投入されている。
新路線に使用する車両ということで、基本設計は当時増備されていた「0x系列」に準じているが、形式称号は01系など「0シリーズ」形式の登場以後ながら「09系」というような形式称号になっていない。
製造費用は試作車（第01編成）が4両編成で6億9,018万9,000円（1両あたり約1億7,254万円）、1次車（第02 - 07編成）が4両編成で約7億225万円（1両あたり約1億7,556万円）、1次車（第08編成）が4両編成で7億4,215万2,000円（1両あたり約1億8,553万円）。3次車（第14・15編成）では6両編成で10億6,782万8,500円（1両あたり約1億7,797万円）となっている。

## 構造
本項では落成時の仕様および共通事項について述べる。次車別の詳細については次項を参照。

### 車体
東西線用の05系と同じ構造のアルミニウム合金製の20m4扉車体で、大形の押出形材や中空形材（床板など）を使用し、これらを連続ミグ溶接工法で組み立てている。
前頭部は流線型に近く、フロントガラスは側面にもまわり込ませた曲面ガラスを使用し、運転士の視野を確保している。プラグドアによる非常用貫通扉を配し、非常脱出用の梯子も設置されている。ワンマン運転設備の設置で機器が多くなることから従来車よりも広く線路方向に約2.2m確保され、このために先頭車は中間車よりも66cm長い。側窓下には同線のラインカラーであるエメラルドグリーンのツートンが入り、中央部に白の細帯が入っている。

### 乗務員室
乗務員室内の配色はクリーム色、運転台は茶色の配色である。中央にワンハンドルマスコンがあり、ATO出発ボタン・ドア開閉ボタン・非常停止ボタンなどが設置されている。計器盤右側には車両情報管理装置（TIS） のモニター画面が収納されている。また、左壁や運転台の右袖部も広げ、機器を設置しており、運転席に座った状態であらゆる操作が出来るよう機器を配置している。運転士用放送操作器（運転士操作器）は使用しやすいようにマイク形で、ワンタッチで連絡（両乗務員室間連絡用）・車内放送・車外放送（各左右別）用の切り換えができる。
乗務員室と客室の仕切りには窓が3か所あり、客室側から見て左から順に大窓・乗務員室扉・細長い窓となっており、大窓のみ遮光ガラスが使用されている。遮光幕は大窓、乗務員室扉窓に設置されている。
TISにはワンマン運転時の乗務員支援・機器故障時の車上検査機能・処置ガイダンス機能を搭載した。さらに機器の遠隔操作機能（ブレーキ遠隔開放・制御遠隔開放）があり、故障時における迅速な対応が出来るようにした。
開業時は地上式CCTV（Closed Circuit Television・ホーム監視用モニター）を採用し、運転台からホームドア上部の線路側にあるモニターを見ながら戸閉操作を実施していた。その後、全線開業の際には車上方式に変更し、車掌台上にはホーム監視カメラからの映像を受信するミリ波受信機が設置され、全編成に車上ITV（車上モニター画面）が設置された。

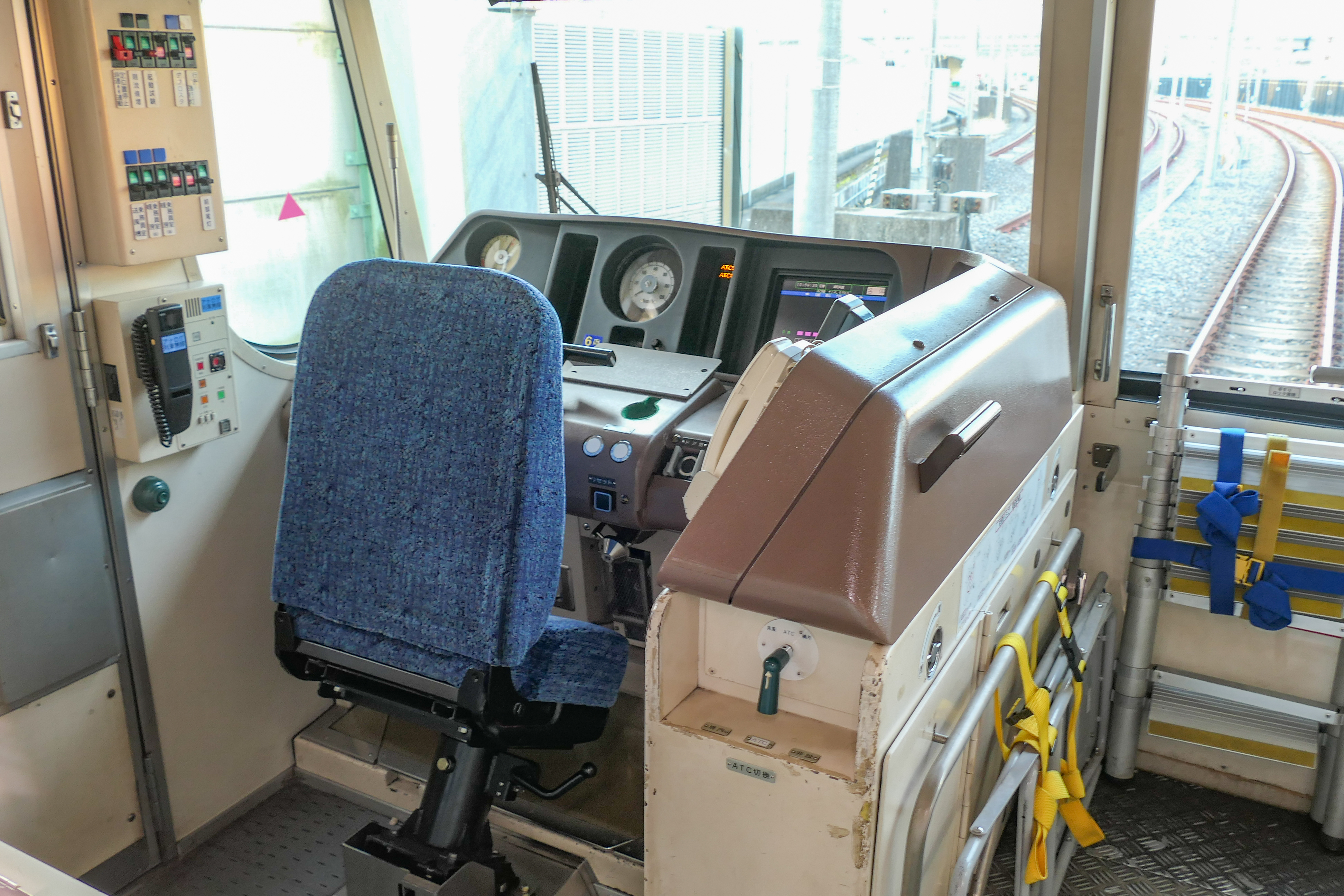
運転台（2次車）
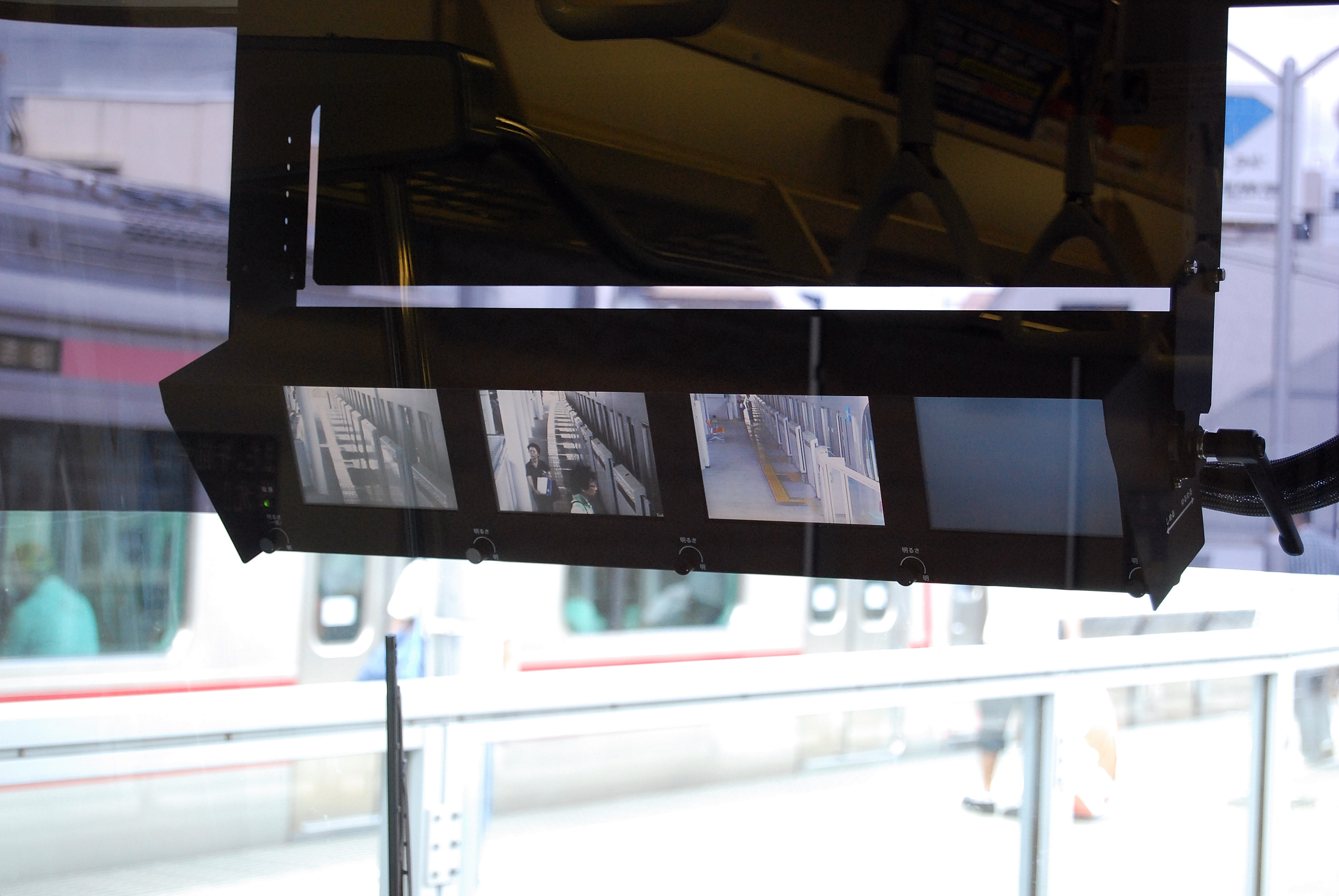
運転室にある車上ITV
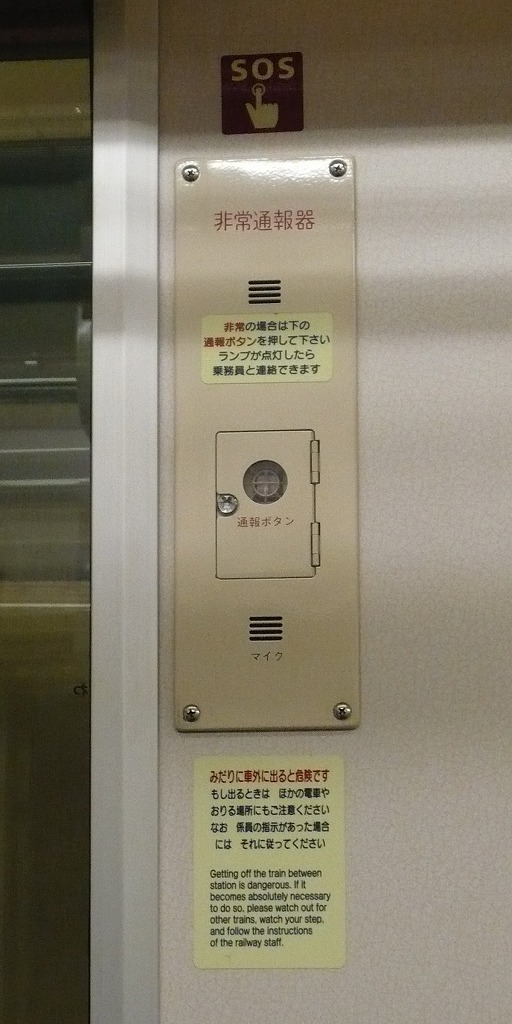
4次車までの車内非常通報器
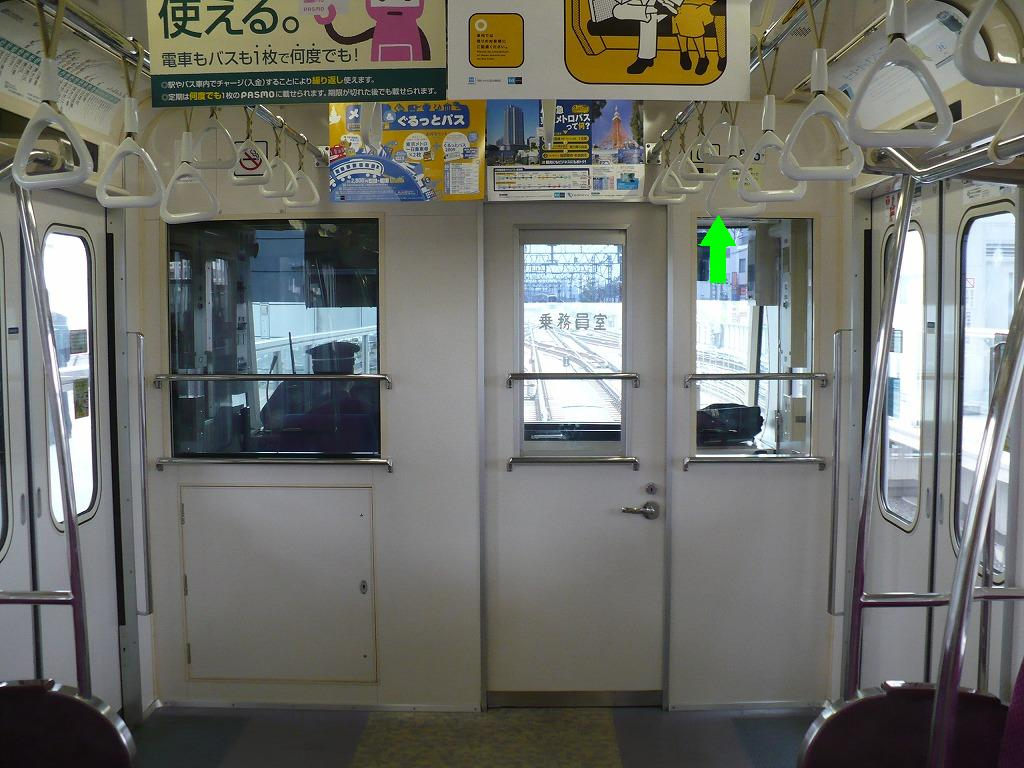
9000系乗務員室背面仕切壁 左側のガラスは遮光ガラス

### 機器類
南北線は急曲線や急勾配が多く、従来のチョッパ制御ではそれに対応する直流電動機の出力などにも限界があり、より出力の大きい三相誘導電動機が使用できるVVVFインバータ制御を営団で初めて本格的に採用した。初期の車両ではGTOサイリスタ素子を用いた方式を採用していたが、2次車以降ではIGBT素子に変更された。三相誘導電動機の採用で保守軽減が図られたことから営団地下鉄では初めて車内床面の主電動機点検蓋（トラップドア）は省略された。

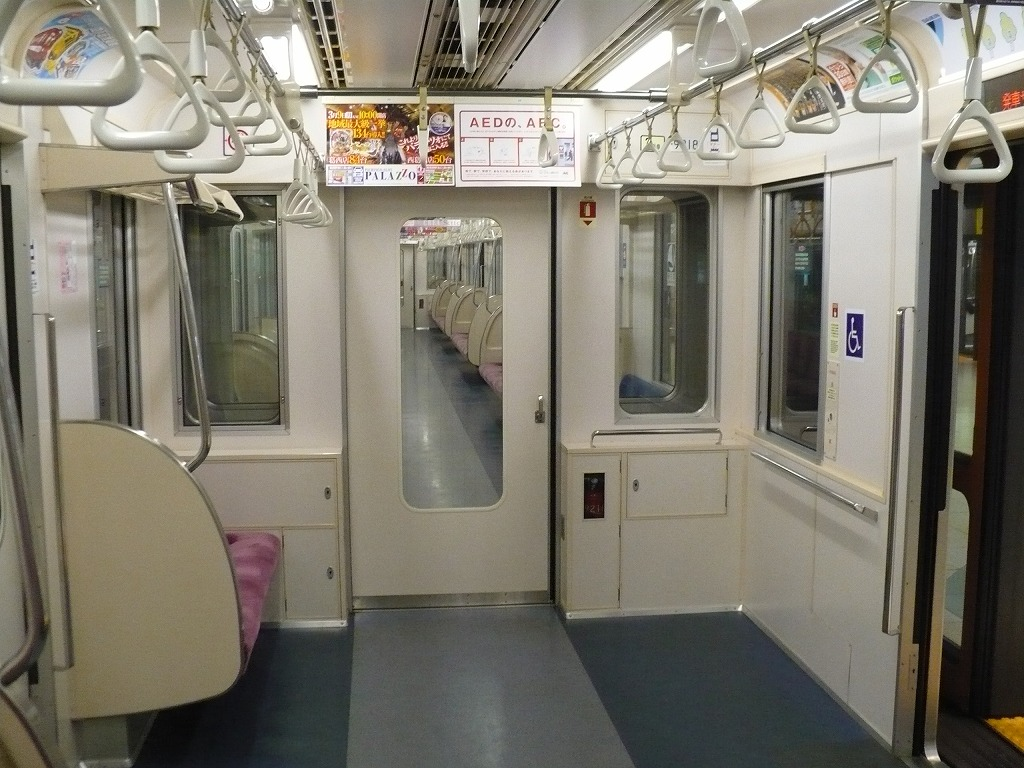
4次車の車椅子スペース（右側）
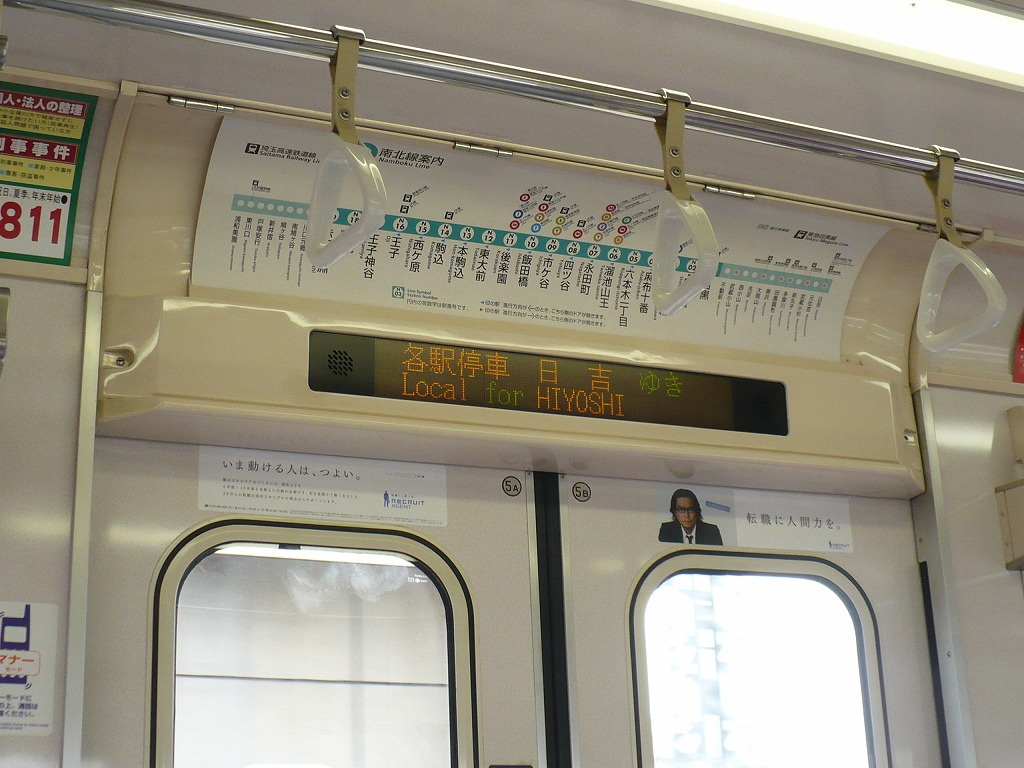
1 - 4次車のドア上部に設置されているLED式案内表示器

保安装置には1段ブレーキ制御機能を持つ新CS-ATCを採用した。これにより細かい速度制御、乗り心地の向上が可能となっている。さらに安全性や停止精度を高めるために人工知能（AI）を組み込んだATOを採用し、これにより出発ボタンを押すだけで加速から駅停車まで自動運転が行われる。ATO運転時には力行・減速操作ともに31段の多段制御を採用、また定速運転機能を採用することで乗り心地を向上させている。

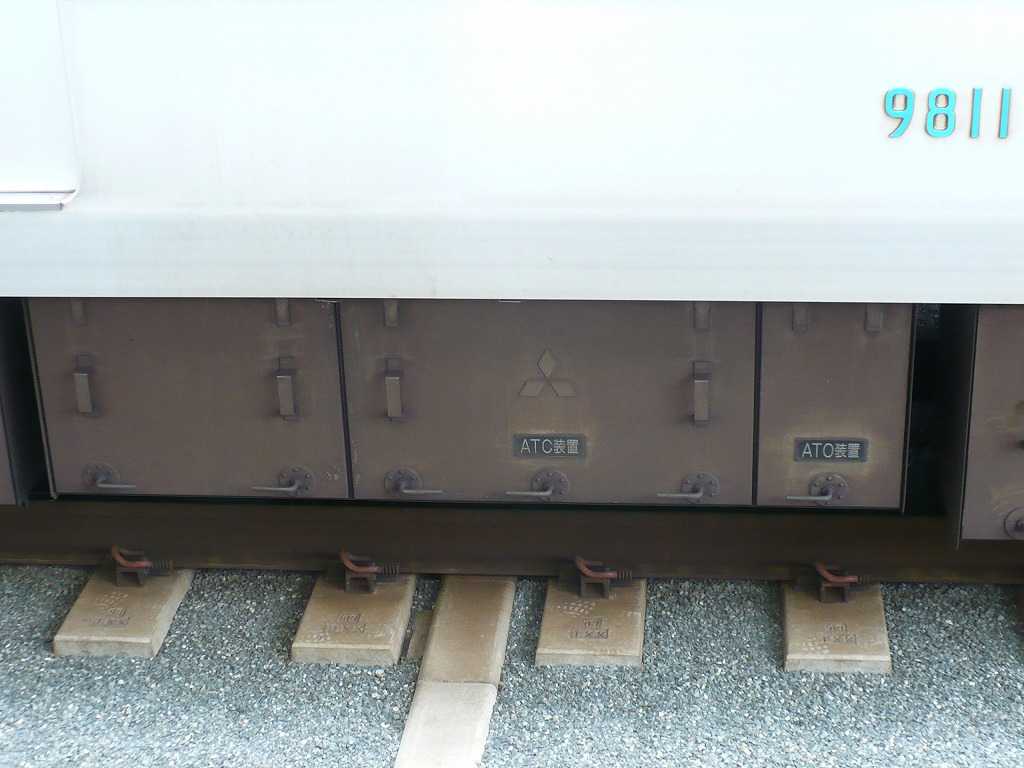
9811号車のATC装置と一体化されたATO装置
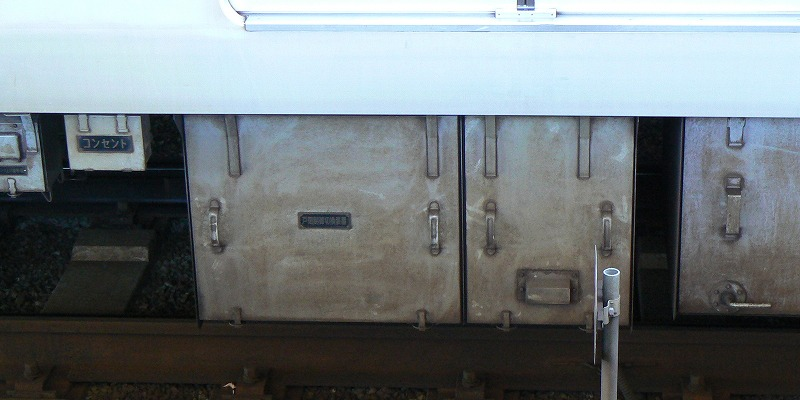
両先頭車に搭載する戸閉制御切換装置

ATO運転時における安定した回生ブレーキが確保できるよう、変電所3か所に「電力回生用インバータ」を設置している。これは列車の回生ブレーキが他の列車で吸収されない場合には回生ブレーキで発生する電力を変電所のインバータで吸収・変換して駅の照明やエスカレータの電源として使用する。
南北線では列車無線装置に在来方式の誘導無線（IR）方式に代わり漏洩同軸ケーブル（LCX）を使用した、より電波品質の良い空間波無線（SR）を営団で初めて採用した。さらに、これまでの非常発報機能に加え、緊急時に列車防護が行える防護発報機能を搭載させた。また、運転指令所より列車無線を通じて運行中の全列車への車内に一斉放送ができる機能がある。

### ワンマン運転用の設備など
ワンマン運転用としてATO装置を装備し、ホームドアに対応している。また、営団として初めて車椅子スペースや、車内客用ドア上部に2段式のLED式旅客案内表示器を設置した（5次車の案内表示器は液晶ディスプレイ式）。このほかに自動放送装置や車外スピーカーを搭載する。また、通常の車掌用放送操作器、ドア開閉装置（車掌スイッチ）も備えており、鳩ヶ谷駅・浦和美園駅・武蔵小杉駅・日吉駅で入庫の際、運転士が直接目視で閉扉を行う場合や、東急東横線内で臨時列車として車掌が乗務する際などに使用される。
安全対策として、車内客用ドアの戸袋部には戸閉検知センサーがあり、手が引き込まれそうな時には開扉動作を停止する機能やホームドアとの連動機能があり、ホームドアに物が挟まれた場合には2回まで自動でドアの再開閉が行われる。車内の非常通報装置にはワンマン運転用として乗務員と相互通話可能なインターホン方式を採用した。これは各車両の左右の壁に2か所ずつ（1両あたり4台）と車椅子スペース部（同設置車は5台）に設置されている（ただし、5次車は各車両2台の設置）。乗客から通報があっても10秒間運転士が応答しない場合には列車無線に接続し、運転指令所の指令員が応答するシステムとなっている。
また、乗務員室仕切扉が電磁鎖錠対応となっている。これは、緊急時に乗客を避難させるために使用するもので扉上には「通行可」と表示され避難できるようになっている。さらに異常時における列車防護として前灯点滅機能がある。

## 次車別概説
現行の編成では編成組成や機器の違いからそれぞれ呼称方法がある。
第01・03・05・07編成はA編成、第02・04・06・08編成はB編成、第09 - 15編成はC編成、第16編成 - 第21編成はD編成、東京メトロ移行後に新造された第22・23編成はE編成と呼ばれる。営団の公式資料においても、この呼称方法が使用されている。

### 試作車から4次車まで
4次車までの編成では、インバータ制御による集中式の容量48.9 kW（42,000kcal/h）の冷暖房装置を搭載する。南北線ではワンマン運転を行うため、冷暖房装置は細かい操作の不要な全自動モードにより運転することができる。車内は冷房ダクトによるラインフローファン方式で、ラインデリアは先頭車に9台、中間車に10台設置している。また、車内放送用スピーカーは各車6台ある。側窓は車端部は固定窓、それ以外の2連窓は開閉可能な下降窓である。

#### 試作車

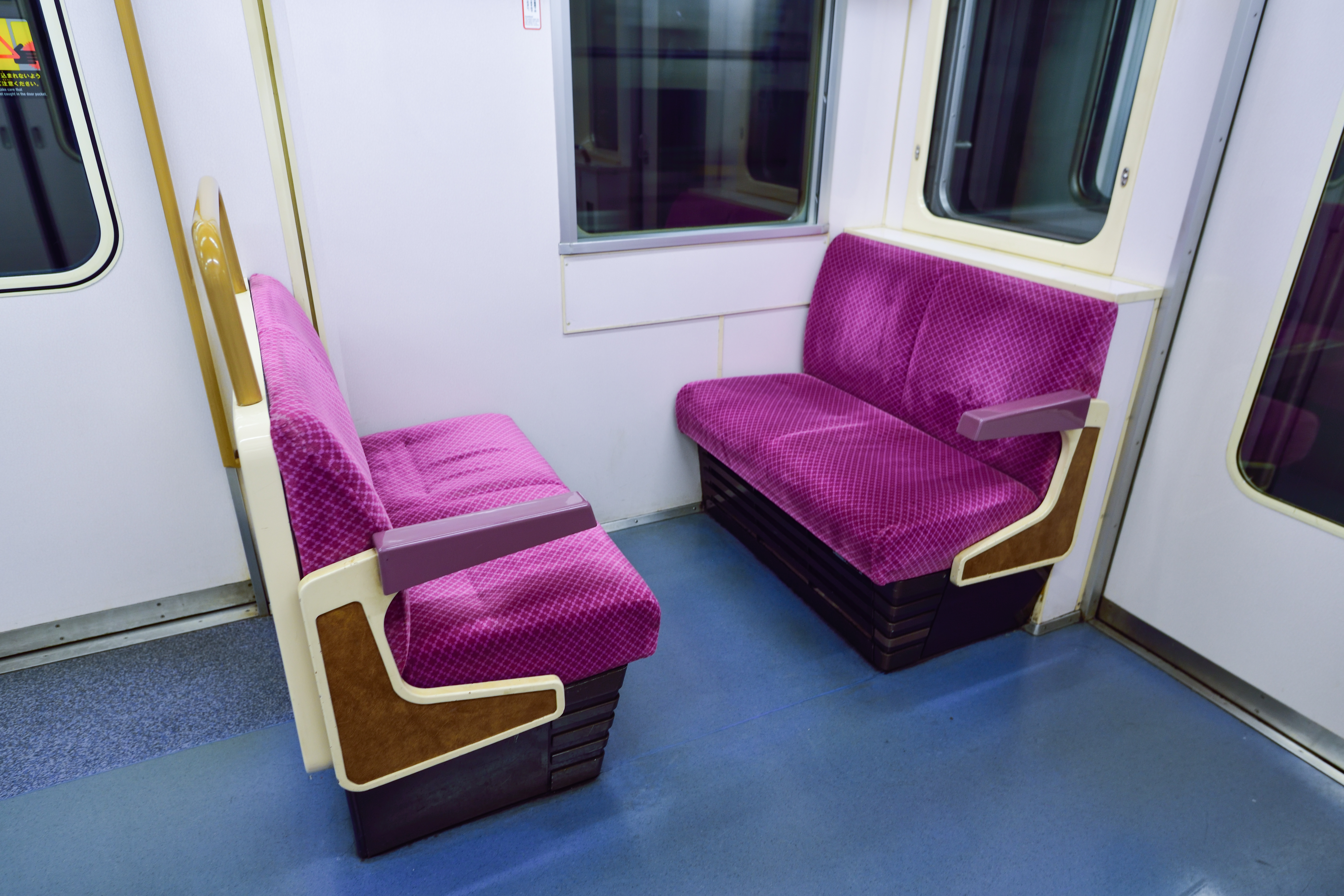
試作車・一次車の車端部に配置されたクロスシート

1990年（平成2年）11月に川崎重工業で第01編成（9101-9201-9301-9801）の4両が製造された。落成当初、行先表示器は前面が字幕式で、側面についてはホームからの視認性が悪いことを理由として準備工事とした（後述の東急目黒線直通改造の項も参照）。先頭車側面の帯は前面から側面まで1本につながっている。
客室のカラースキームは内張りにベージュ系の光沢化粧板を使用した。本車両では試験的にベネチアンレッドの赤系色、オレンジ系の2色を基本とした座席モケットを4種類、床材は石畳の散歩道をイメージしたものを4種類、4両すべてを異なったデザインで試作し、営団関係者にアンケート調査を行い、量産車に反映した。ただし、試作した座席モケット、床材は後年に張り替えられた。車内の座席はバケットタイプのロングシートが基本であるが、車端部にはクロスシートを千鳥配置で設置した。
車内はステンレス製の手すりにはベージュの焼付塗装がされている。荷棚は見通しのよいアクリル板とされ（これは後年に通常の網棚に改造された）、さらに荷棚受けや広告枠・押し面などのアルミ材にも、アイボリーの塗装品を使用している。また側窓・妻面窓枠はFRP製で、当時の南北線は全線地下区間であったことからカーテンは設置していなかった。袖仕切りはFRP成形品とされ、仕切りの内側はモケットが貼られたほか座席下の蹴込み板は茶色に着色された。これらのことから本形式における車内は金属の質感を抑えるための工夫が従来車両よりも多く見られる。
当初の4両編成では9300形に車椅子スペースがあり、この場所の壁には折りたたみ式の2人掛け座席が設置され（ただし1次車も含め後年にこの座席は廃止された）、上部に荷棚も設置された。客用ドアには複層ガラス構造が採用され、連結面の貫通扉には下方までガラスの拡大された扉が採用された。
当初の編成における9201-9301は三菱電機製のGTO素子を用いたVVVFインバータ（1C4M・2群、4500V / 2300A）を搭載している。補助電源装置は三菱電機製の150kW出力、DC-DCコンバータ（出力電圧は直流600V）を採用した。主回路は75kWを2群で構成し、VVVFインバータと合わせて4両編成時における故障時の冗長化を図っている。空気圧縮機（CP） はレシプロ式のC-2500LB形を両先頭車に搭載した。
台車は03系や05系で使用しているSUミンデン式（片板ばね式）台車を基本として、南北線における急勾配や急曲線においても安定して走行できるよう前後支持剛性をさらに低減させたESミンデン式軸箱支持方式を採用した。さらに、空気ばね (エアサスペンション)をマイコンによる自動制御として直線走行時の安定性や曲線通過性を向上させている。基礎ブレーキには03系・05系でも実績のある保守の容易なユニットブレーキを使用している。
千代田線において各種試験を実施した後、1991年（平成3年）7月にトレーラーで陸送され、地下の王子車両区（現・王子検車区）に搬入された。後述の1次車と同様に、同年11月29日の駒込 - 赤羽岩淵間開業時より営業運転を開始した。

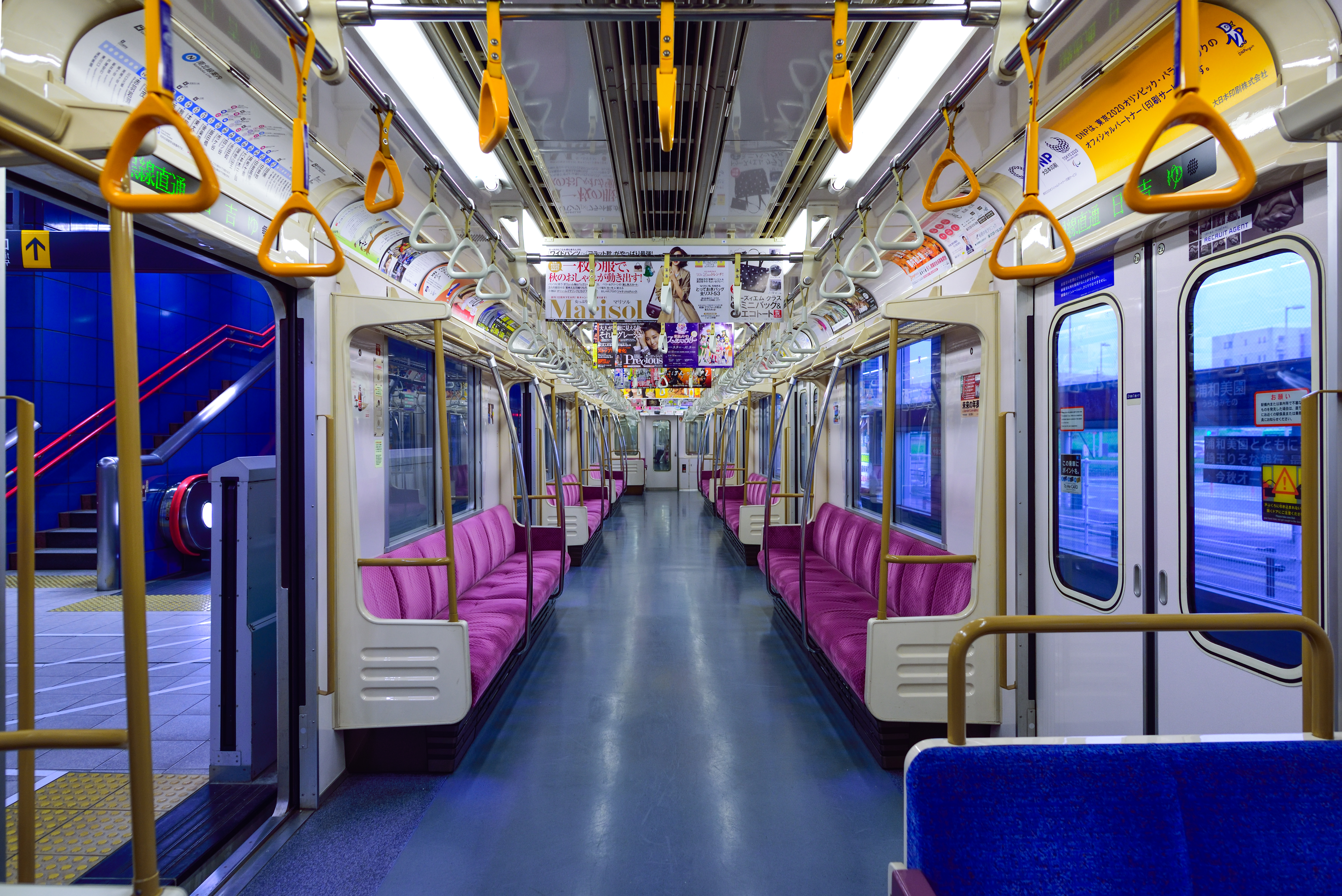
試作車車内全景
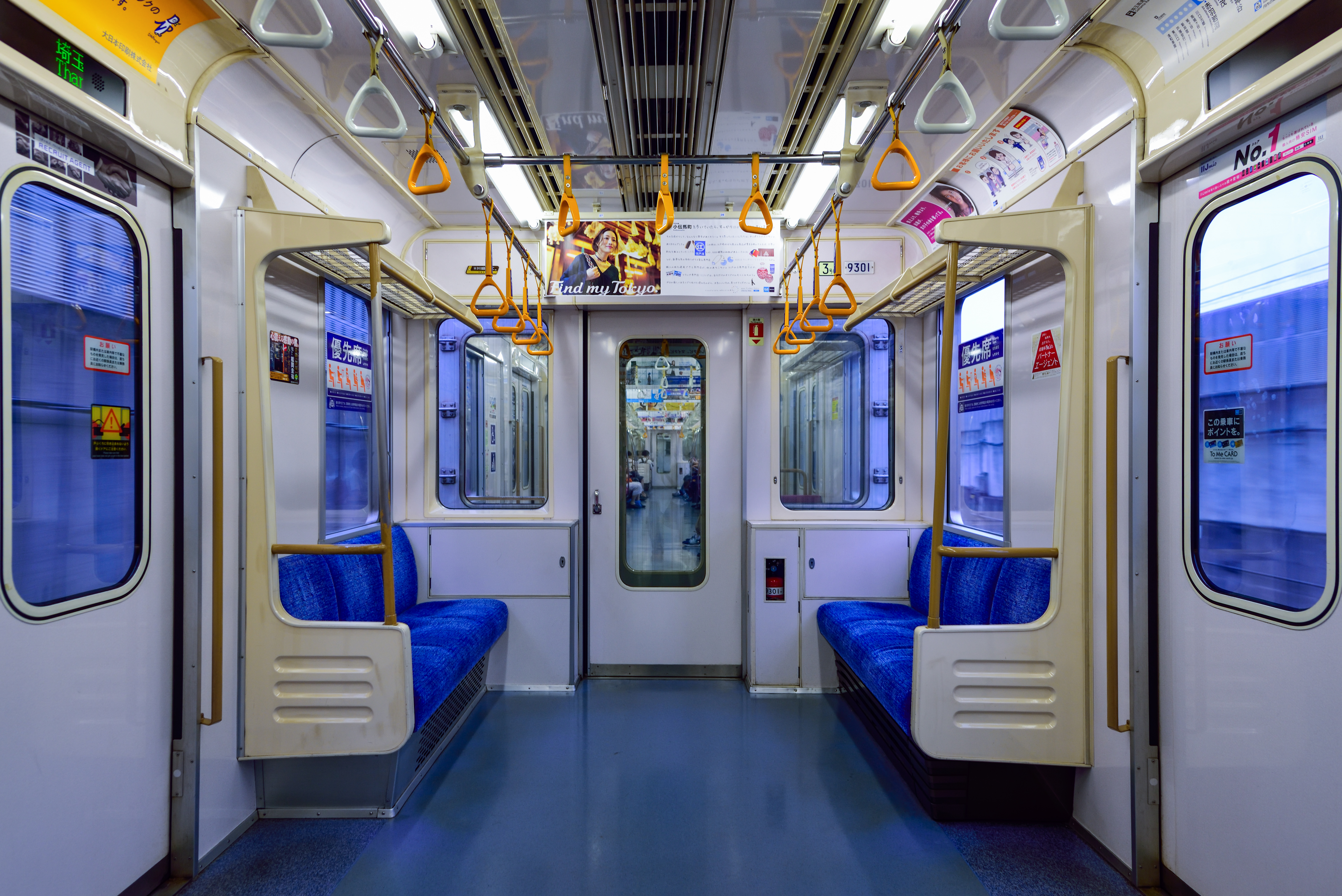
優先席車端部
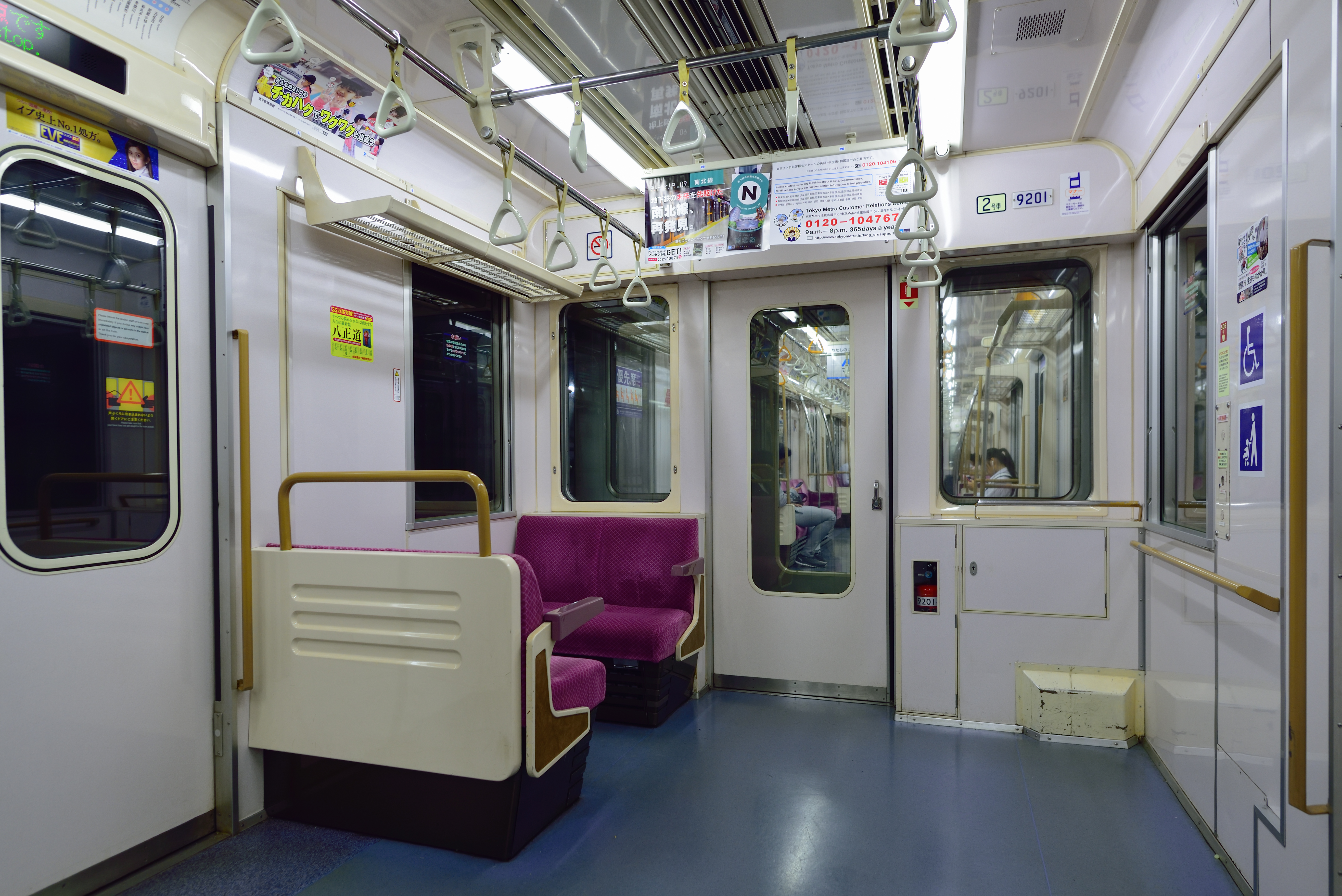
ボックス席とフリースペース
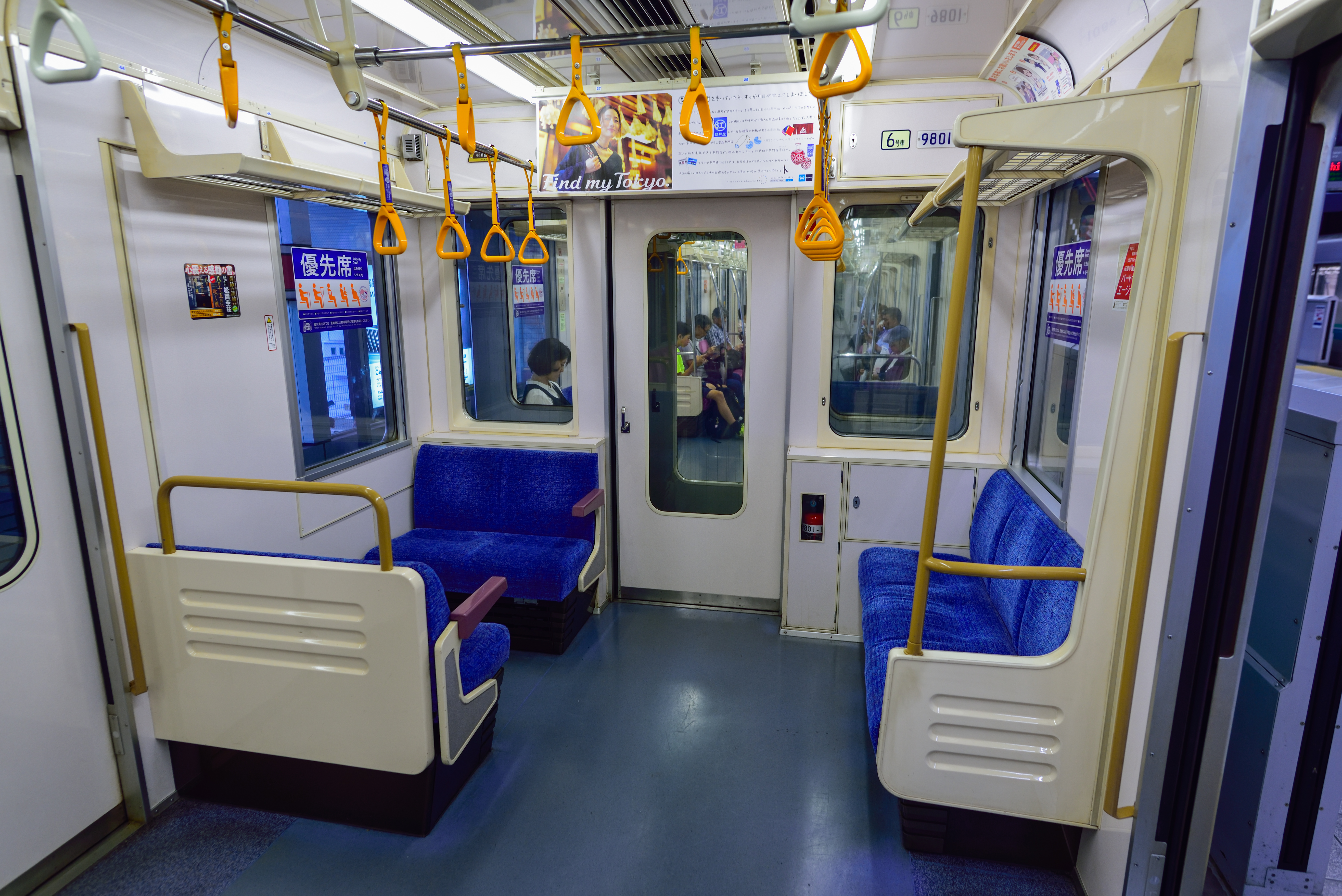
優先席とボックス席
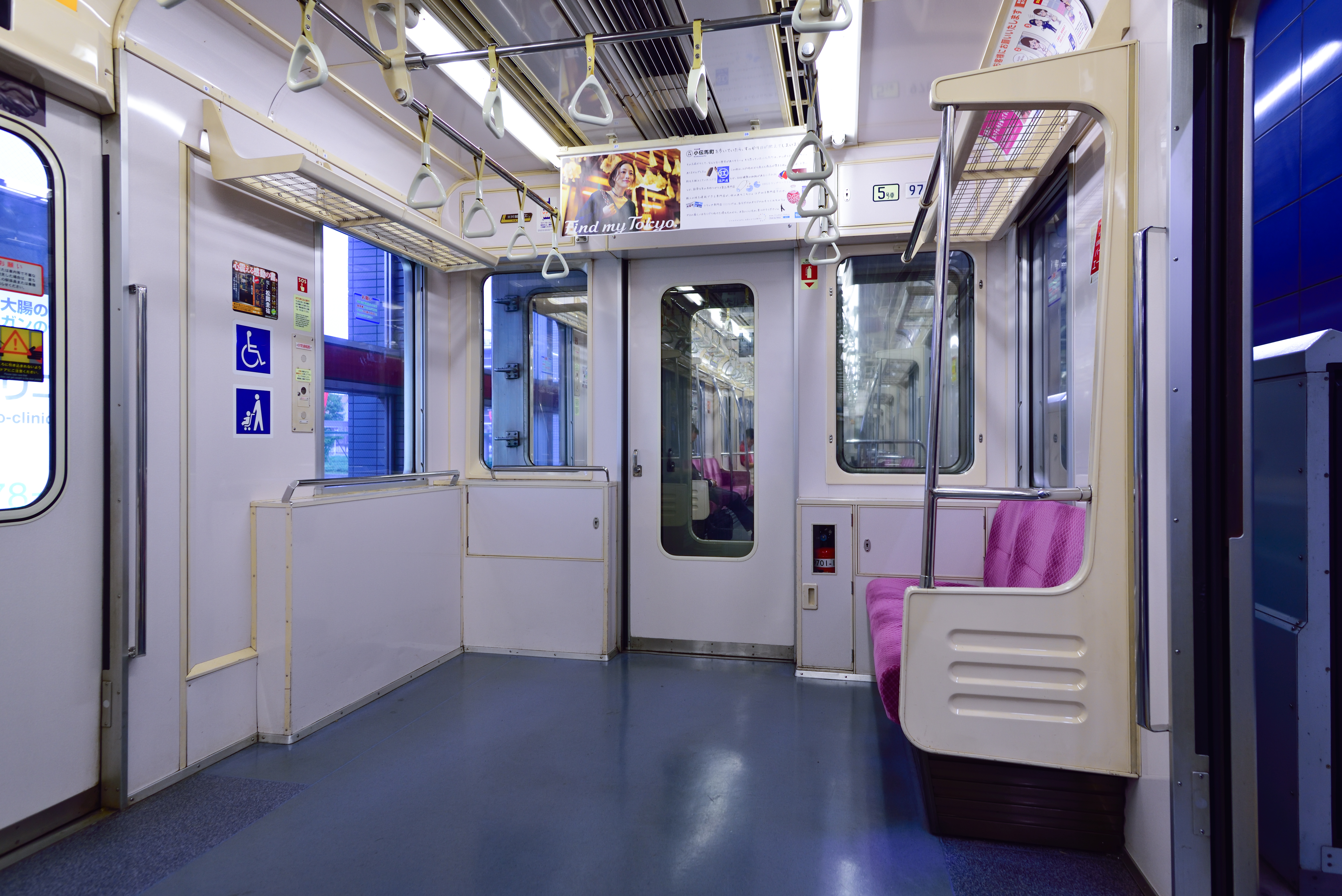
フリースペース

#### 1次車
量産車は試作車の試験結果を踏まえて改良が加えられ、1991年（平成3年）6月から7月にかけて落成し、綾瀬検車区に搬入された。同検車区で整備後に試作車同様に王子検車区へ搬入された。このグループは1991年（平成3年）11月29日の南北線第1期開業用に第02 - 07編成が、翌1992年（平成4年）4月に検査時の予備として第08編成が川崎重工業で新製された。
制御装置は第02 - 04編成が日立製作所製のGTO素子、第05 - 08編成は三菱製のGTO素子を搭載した。

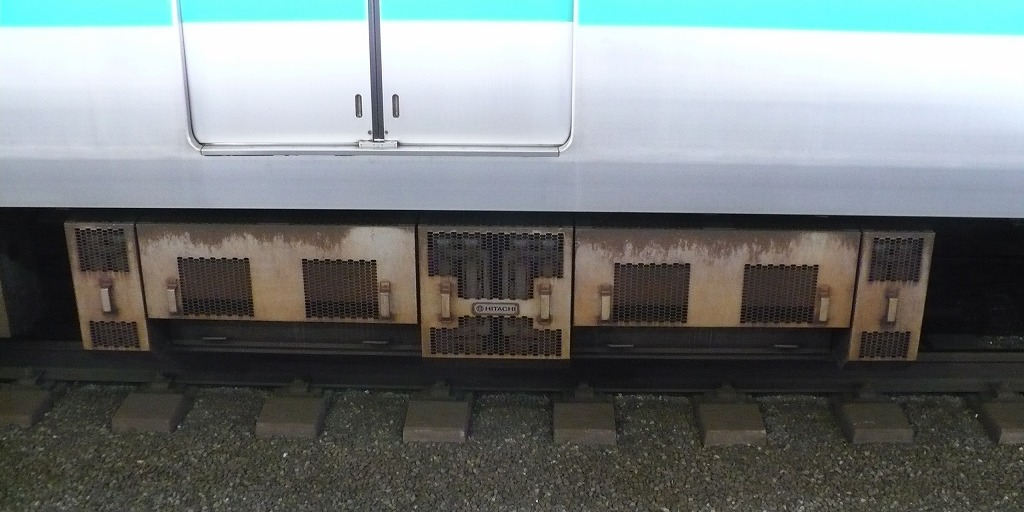
日立製作所製のGTO-VVVFインバータ装置 （1サイド側）（VF-HR136形）
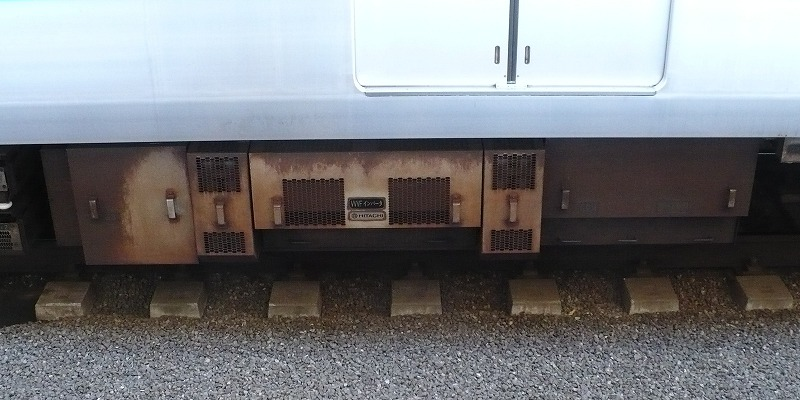
日立製作所製のGTO-VVVFインバータ装置 （2サイド側）
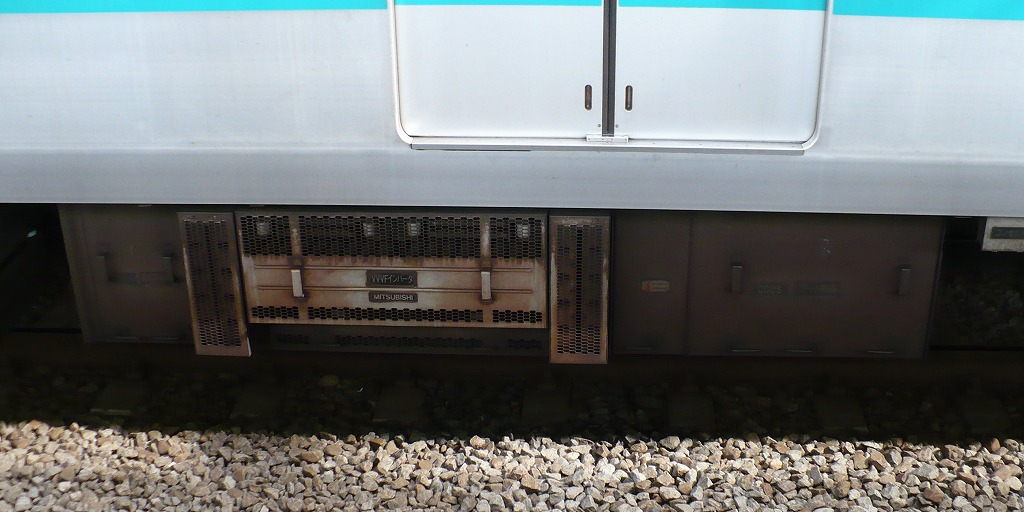
三菱電機製のGTO-VVVFインバータ装置 （MAP-198-15V28形）

外観では先頭車運転室扉部の帯が前面に回り込む帯と側面帯に分かれている。これ以降このスタイルで統一されている。
車内は手すりの塗装をやめステンレス無塗装、荷棚は従来の01系以来使用しているステンレス線を格子状に溶接した網棚式に変更された。座席、床材は9103号車のデザインが正式に採用となり、座席、床材は沿線に点在する公園の藤の花をイメージしたベネチアンレッドの赤系に統一（ただし、優先席部の座席は青色）した。座席はバケット式だが、試作車のセパレートタイプではなく、連続形となった。

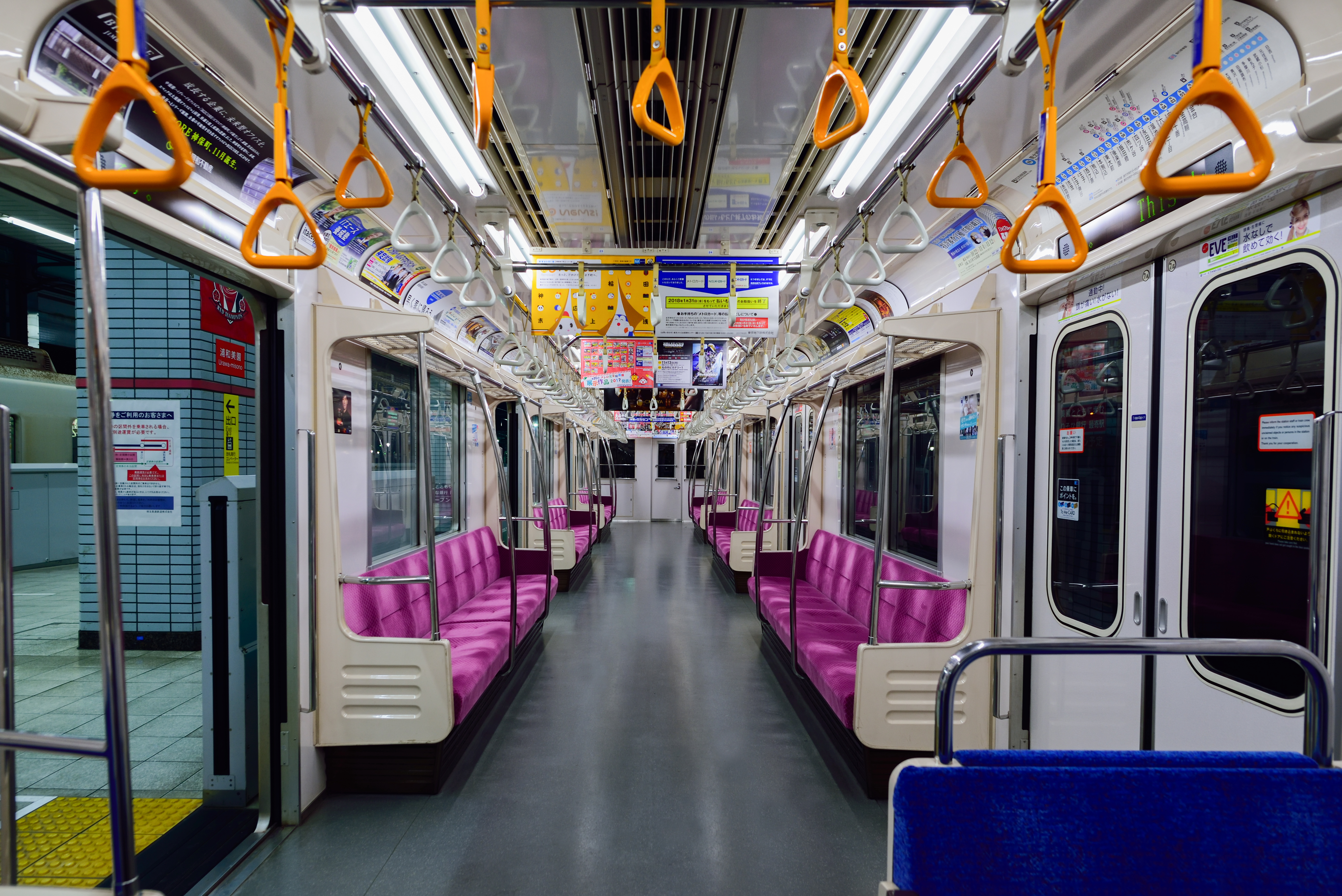
1次車B編成車内（先頭車） なお、床材は後年に張り替えられた
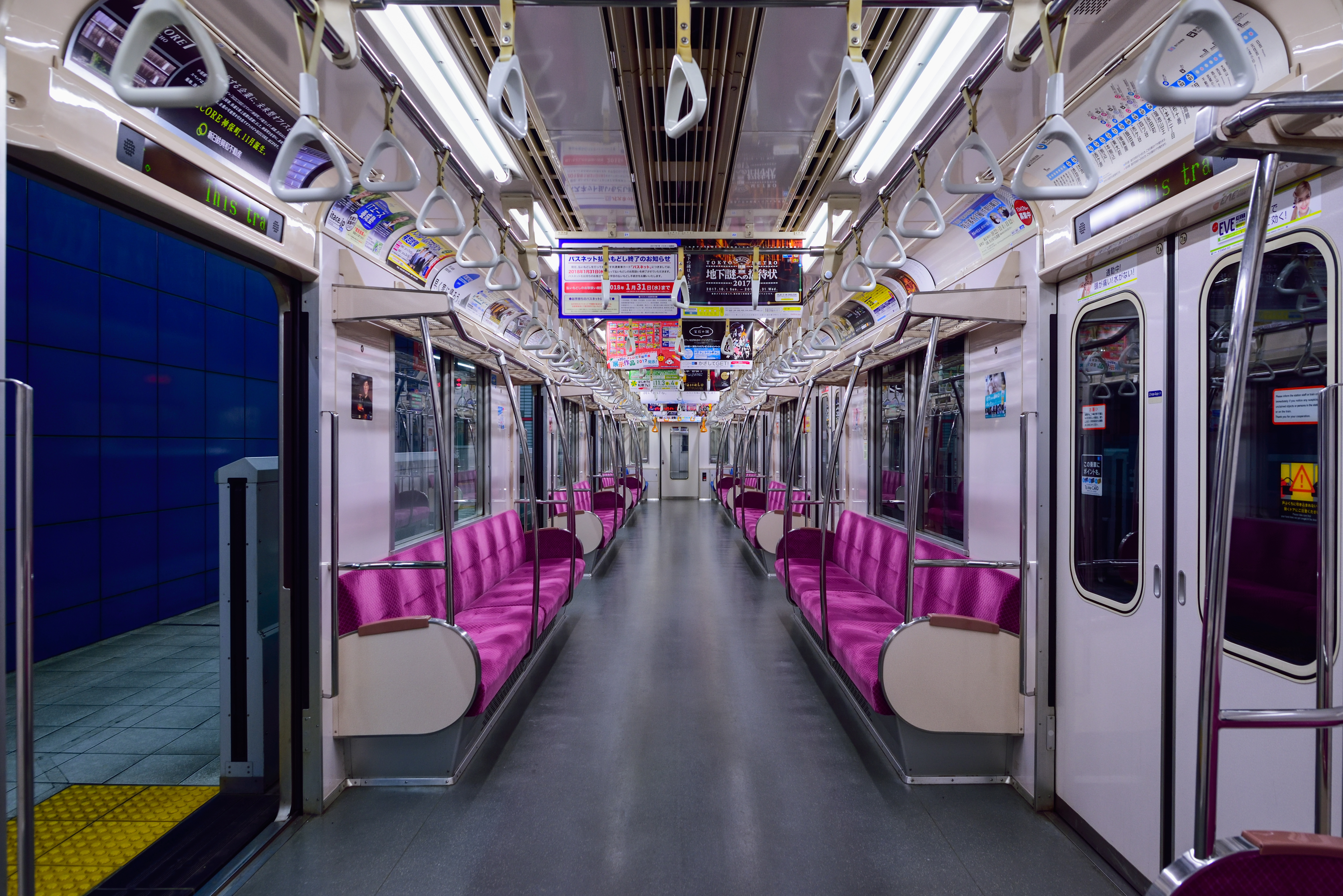
1次車B編成車内（中間車）

当初は試作車と同様に4両編成（9100-9200-9300-9800）で組成されたが、四ツ谷 - 駒込間の延伸開業の際に、6両編成化による編成替えを実施している。
第02・04・06・08編成の9200-9300は、それぞれ第01・03・05・07編成の9600-9700に改番のうえで組み込まれた。残った偶数編成の9100・9800は、新製された2次車の9200-9300-9600-9700を組み込む形で6両編成化された。
なお、9300形は6両編成化時に車椅子スペースを9200形に移設した際、同スペース撤去跡に本来はクロスシートにするべき場所をロングシートにしたため、シート配置が不規則となった。A編成の9700形は当初9300形であったため、その車椅子スペース上部には荷棚が設置されていた。それは9700形改番後も残されているが、9300形から移設した9200形の同スペース部には荷棚が設置されていない。
1992年に増備された第08編成は従来車両とほぼ同一仕様であるが、台車はESミンデン軸箱支持としながら、軸受けを鞍形（くらがた）構造に変更した。なお、後述の編成替えにより、現在は第08編成の両先頭車と、第07編成の9607・9707号車がこの構造である。
試作車・1次車 落成時の編成
|          | ← 赤羽岩淵駒込・（目黒） → |              |              |              |
| 号車     | 1                          | 2            | 3            | 4            |
| 形式     | 9100形 (CT1)               | 9200形 (M1)  | 9300形 (M2)  | 9800形 (CT2) |
| 機器配置 | CP                         | VVVF         | DDC,BT       | CP           |
| 試作車   | 9101                       | 9201         | 9301         | 9801         |
| 1次車    | 9102 ： 9108               | 9202 ： 9208 | 9302 ： 9308 | 9802 ： 9808 |

| 凡例                                                    |                               |
| - VVVF：主制御器 - DDC：補助電源装置（DC-DCコンバータ） | - CP：空気圧縮機 - BT：蓄電池 |

#### 2次車
1996年（平成8年）3月26日の四ツ谷 - 駒込間の開業用、および6両編成化対応として、1995年（平成7年）11月から1996年（平成8年）2月にかけて、第09 - 13編成の全車両および第02・04・06・08編成の9200-9300-9600-9700が川崎重工業と日本車輌製造で製造された。
9200-9300-9600-9700の制御装置は日立製のIGBT素子によるVVVFインバータ（3レベル方式、2000V / 325A、1C2M・4群）に変更され、台車はモノリンク式ボルスタレス台車 (SS135B・SS035B) に変更した。この台車は千代田線用の06系などで採用されたSS135形・SS035形台車をベースに、本形式の従来車両と同様のユニットブレーキ構造を組み合わせた台車である。補助電源装置のDC-DCコンバータは75kWを2台構成から130kW1台に集約、併せてコンバータ素子をGTOからIGBTに変更した。
試作車および1次車の6両編成化にあたっては、VVVFインバータの使用素子が同一編成内で混在することを避けるため、1次車の偶数編成の9200-9300の2両を抜き、奇数編成の9600-9700として組み込み、また余った偶数先頭車に新製した中間車4両を組み込み6両編成化した。なお、この組成変更により第01編成のみ三菱電機製と日立製作所製のVVVFインバータが混在することとなった。同一編成で違うメーカーのVVVFインバータが混在する編成は、第01編成が唯一だった。
車体は1次車とほぼ同じであるが、アルミ合金材質を統一し、廃車時のリサイクル性の向上を図っている。外観では前面の行先表示・運行表示がLED式になった。さらに台車の設計変更により、床面高さを5mm低く（1,155mm→1,150mm）、さらに車体高さも5mm低くなった。床構体には神戸製鋼所が開発したアルミ制振形材「ダンシェープ」を初めて本格採用しており、騒音や振動の大幅な低減を図った。
車内では側窓枠、妻面窓枠はアルミ製に変更となり、側窓枠にはカーテン設置用のレール・引っ掛け用溝も準備された（カーテン自体は未設置）。袖仕切は前年に落成した半蔵門線用の8000系6次車と同じ形状のアルミ製で、丸みを帯びた形状に変更された。座席は掛け幅を440mm→450mmに拡大し、蹴込み板は無塗装品になった。さらに車椅子で車両間の通行ができるように貫通路の幅を800mmから900mmに拡大したため、車端部のボックス式クロスシートは廃止された。車椅子スペースは9200形・9700形に変更し、折りたたみ座席を廃止した。従来のつり革（△形で白色品）は座席前線路方向とドア付近枕木方向のみであったが、新たにドア付近線路方向へ増設された。
運転台ではTISはカラー液晶化とシステムの変調方式と伝送速度の向上化、東急乗り入れに備えて運転台保安表示灯を8点から13点に変更した。1次車も同時期にカラー液晶に変更されている。
市ケ谷駅付近に有楽町線との連絡線が設けられたことから、2次車以降はメーカーから甲種輸送後、綾瀬検車区で整備を行い、同連絡線を経て南北線に搬入されている。

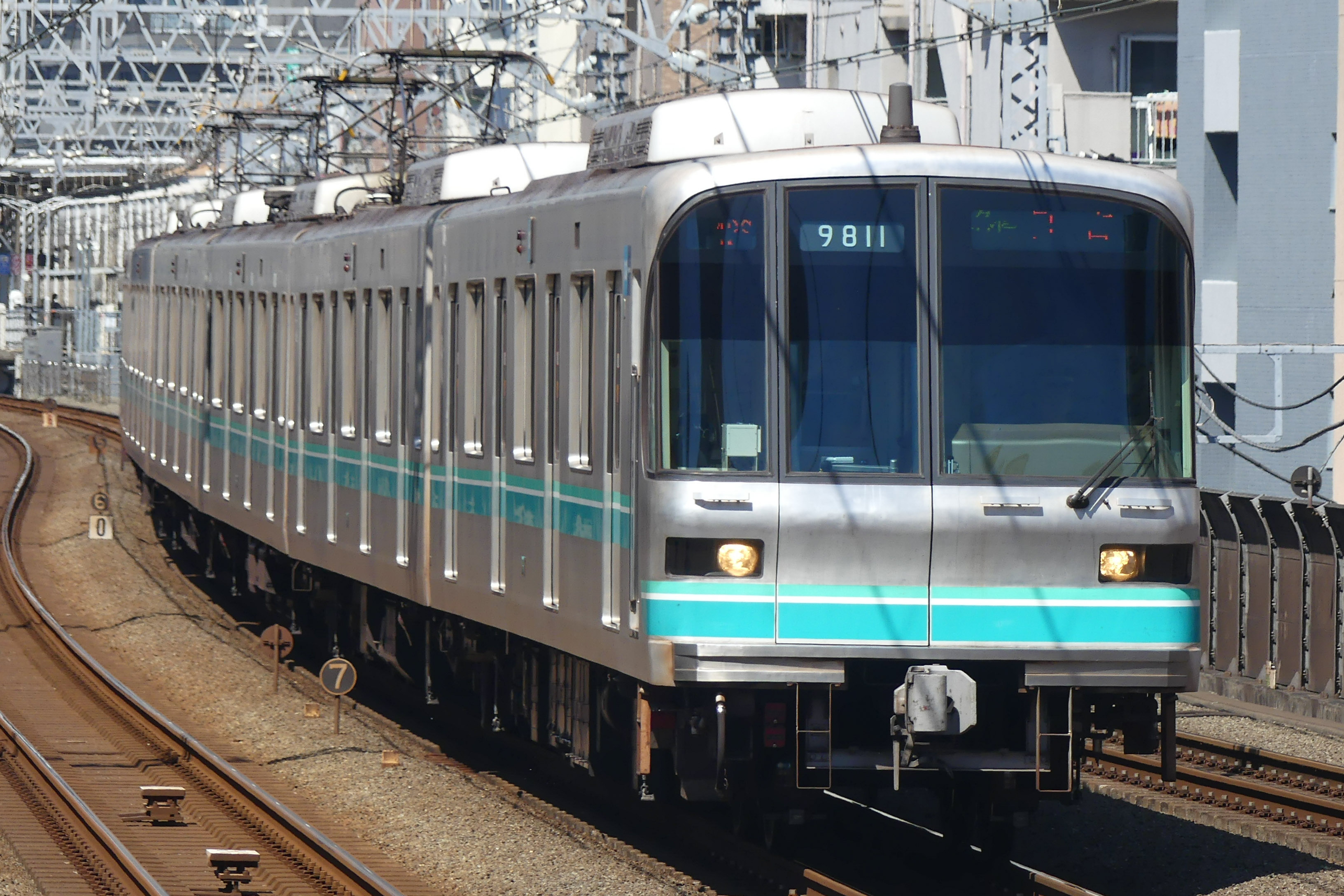
2次車（2018年8月26日）
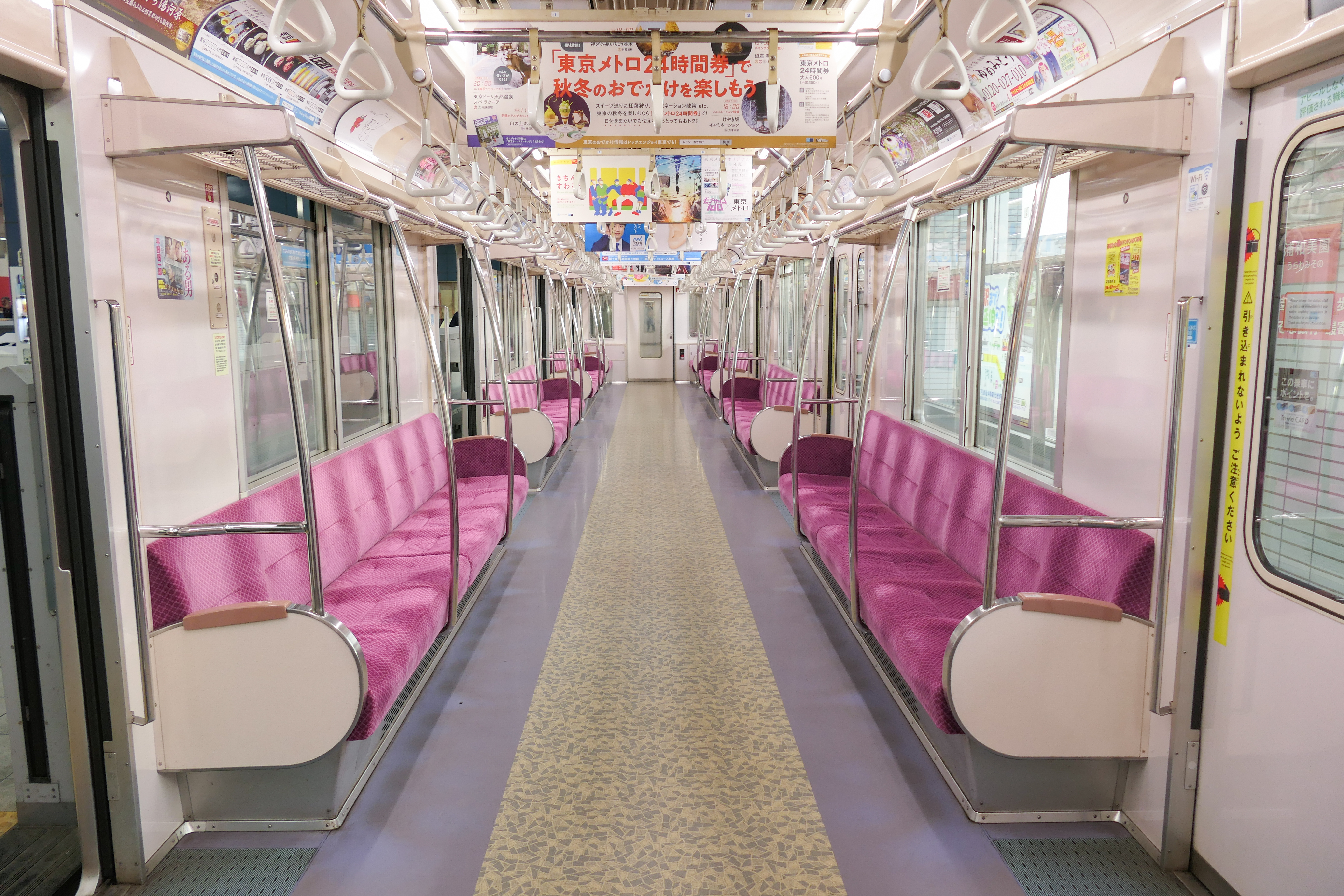
2次車の車内 袖仕切が丸みを帯びた形状に変更
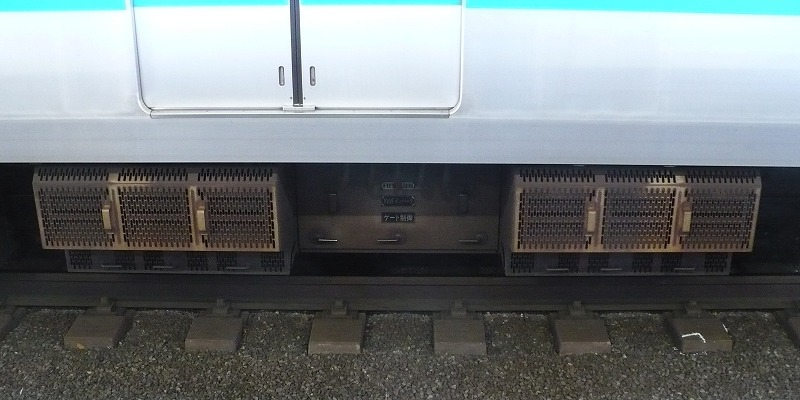
日立製のIGBT素子使用のVVVFインバータ装置 （VFI-HR4820D形）

#### 3次車

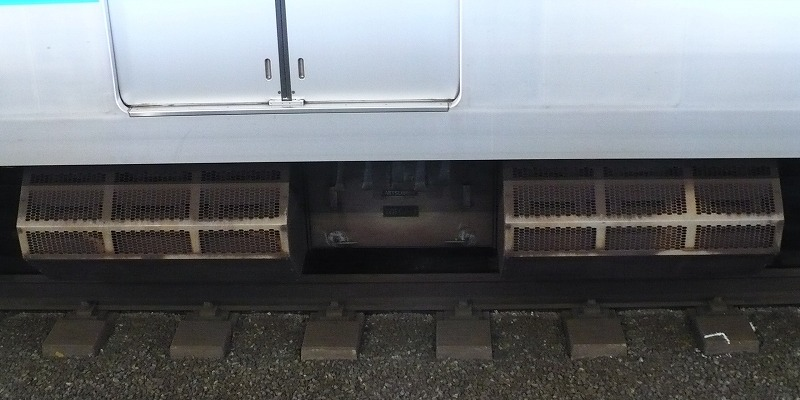
三菱製のIGBT素子使用のVVVFインバータ装置
（MAP-198-15V58形）

1997年（平成9年）9月30日の溜池山王 - 四ツ谷間の開業用に、東急車輛製造で第14・15編成が製造された。室内や外観の仕様は2次車と同じである。電動車は三菱電機製のIGBT素子を搭載している。

#### 4次車
2000年（平成12年）9月26日の目黒 - 溜池山王間の開業用に、日本車輌製造で製造された。1999年（平成11年）10月に第16・17編成が、2000年（平成12年）4月から5月に第18 - 21編成が落成した。電動車は東芝製のIGBT素子による高耐圧・大容量の2レベルVVVFインバータ（1C2M・3300V/1200A・3群制御）を搭載している。 ただし、2・3次車の制御装置同様に4群構成としながら、3群を使用しており、将来の8両化時に4群制御化ができるよう配線準備がされている。
当面は6両編成で運用することから、中間車の動力軸分散により、9300の赤羽岩淵・浦和美園方台車と9600の目黒・武蔵小杉方台車の電動機は準備工事として、MT比は3M3T相当となった。台車のマイコンによる空気ばね制御装置は3次車までは装備したが、4次車以降はコスト低減や従来の台車でも十分に安全性が高いことなどから取り止めとなった。
車体では外板溶接の一部に摩擦攪拌接合（FSW）を採用し、外観見付けの向上を図った。行先表示器はLED式で、当初から側面にも設置されている。なお、第20・21編成のみ車両間転落防止幌を装着している。
車内は内張りは化粧板などの内装品の光沢仕上げをやめ、つや消し仕上げに、床材は紺色の2色濃淡柄に変更された。袖仕切りはアルミ製の大形仕切化、座席下にある暖房器はつり下げ式とした。ただし、脚台は小型化されたものの残されている。さらに客用ドアと連結面貫通扉の内張りを更新時に交換可能なものへ変更し、ドア本体のリサイクルが可能なように変更した。相互直通運転開始に伴い地上区間を走行することから、側窓のロールカーテンと側面の行先表示器を新製時より設置した。
当初より東急目黒線対応とされ、ATOにTASC機能を搭載、東急線対応の列車無線装置を搭載した。車上CCTV設置により、地上区間におけるモニターの視認性向上のため前面ガラスに遮光フィルムを貼り付けされた。TISは伝送方式の変更と指令伝送の2重系化、従来は設定器で行っていた自動放送・行先設定をTISに内蔵した。

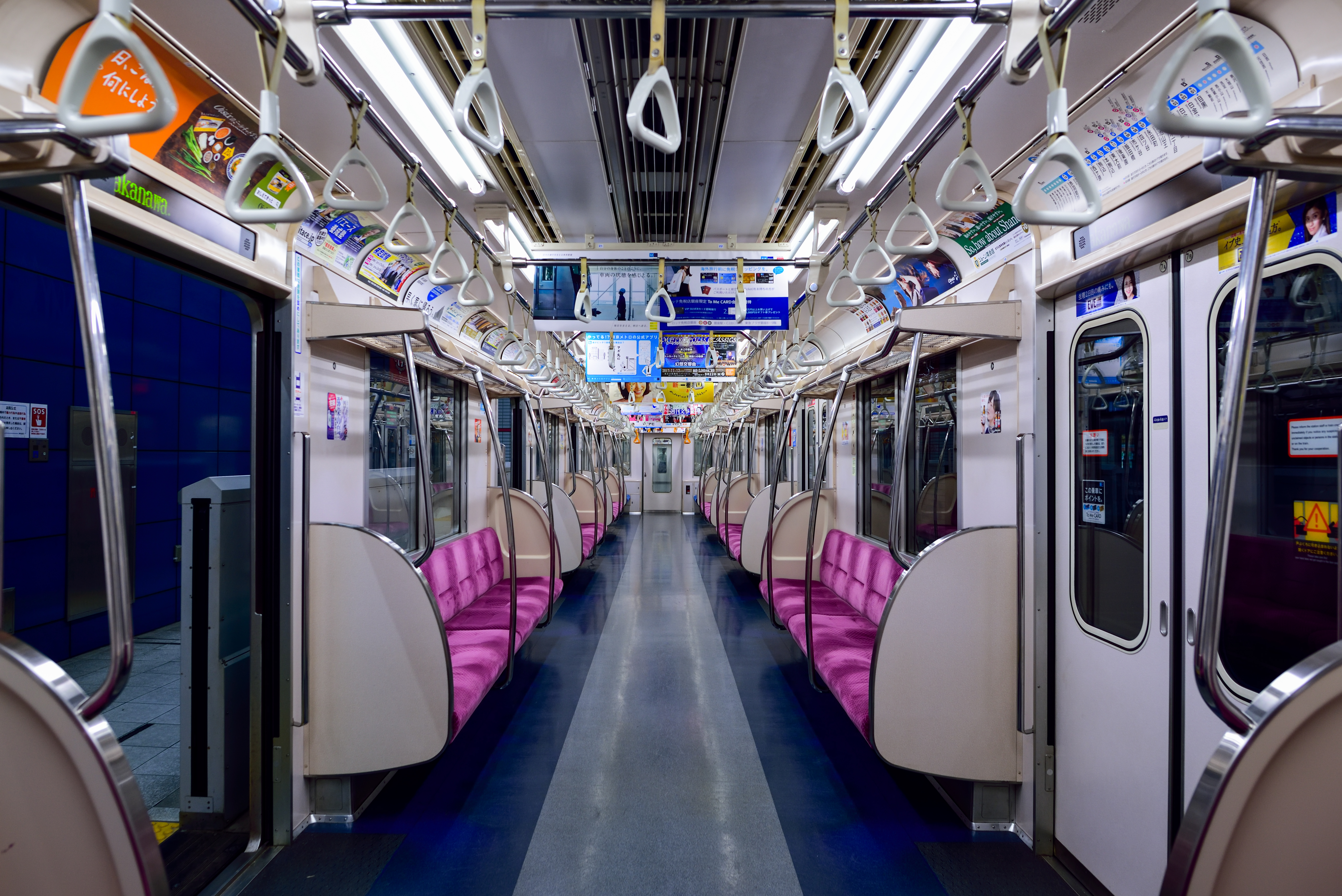
4次車の車内 大形仕切りが目立つ
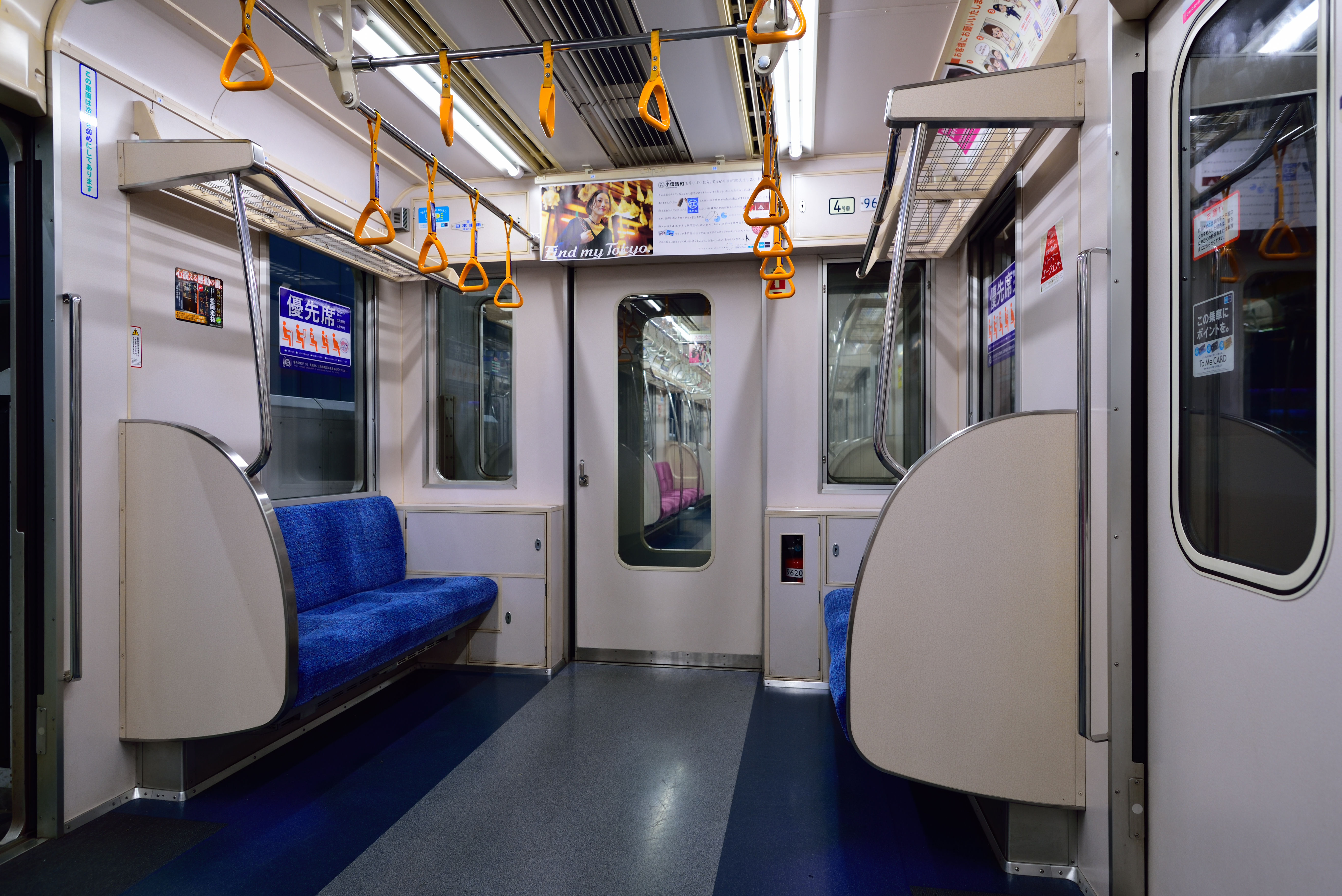
優先席車端部
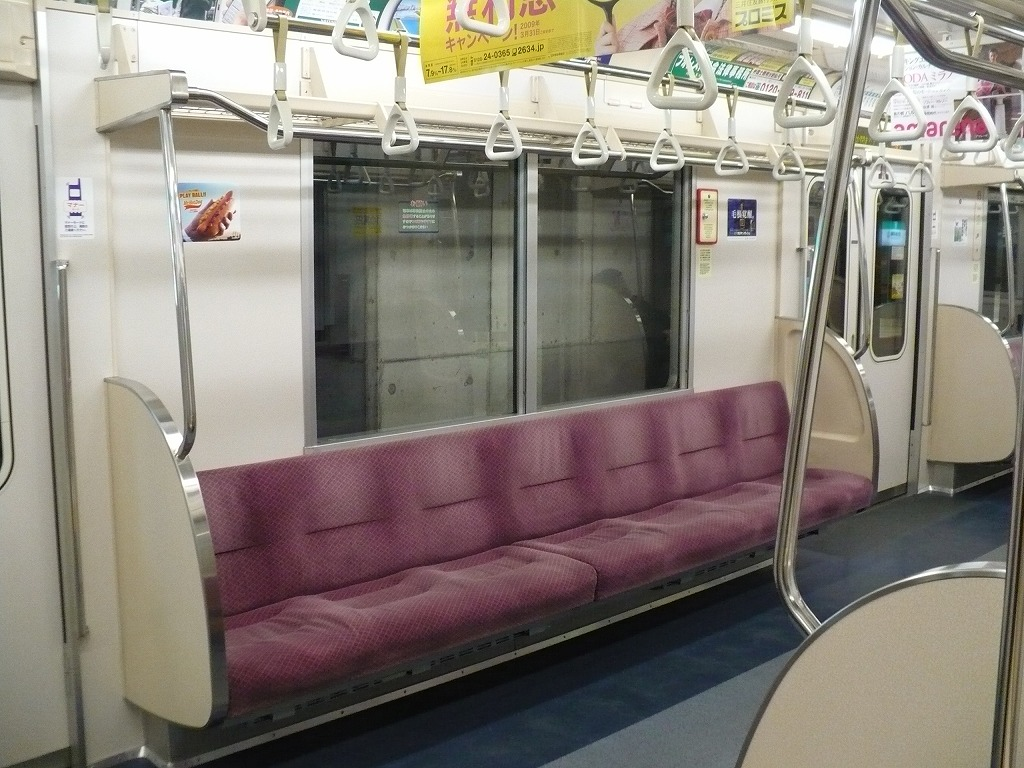
座席下のヒーターは吊り下げ式に変更した
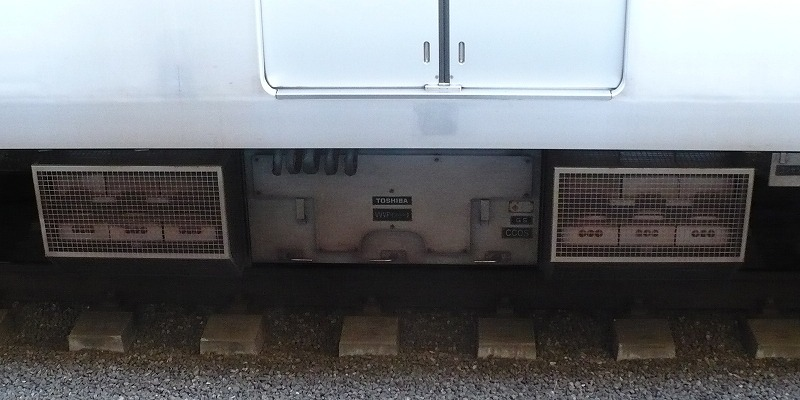
東芝製VVVFインバータ装置（SVF043-A0形） 素子は高耐圧IGBT素子を使用し、2レベル方式
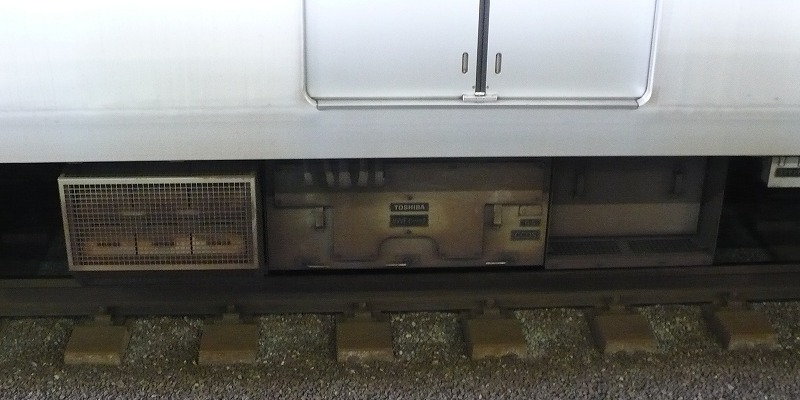
装置自体は4群対応だが、1群は準備工事 （左には素子箱が収納されているが、右には設置されていない）

### 5次車

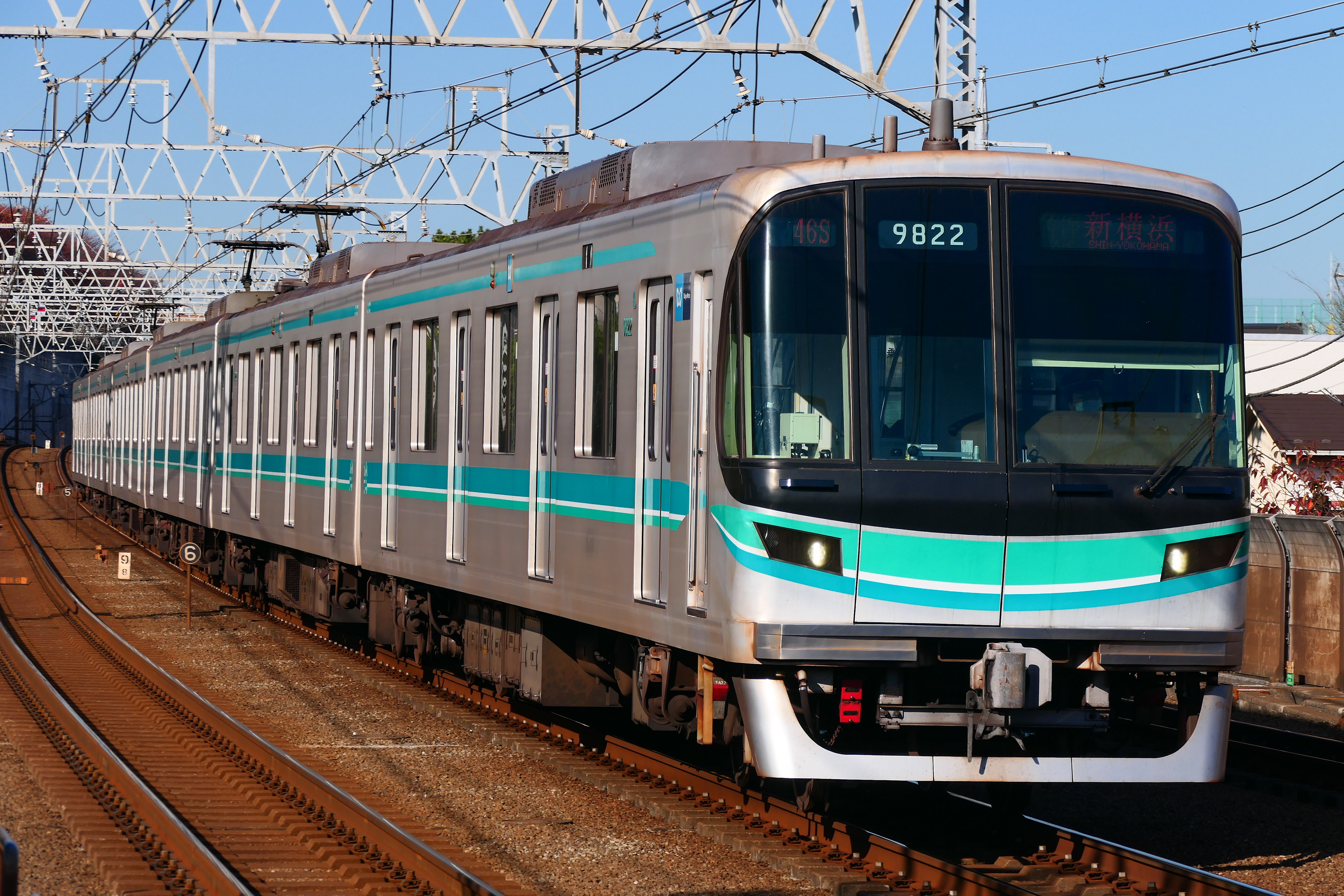
5次車
前頭部のデザインが大きく変更された
（2024年12月 多摩川駅）

2009年（平成21年）に、約9年ぶりの新車として第22・23編成の2編成が製造された。4次車以来の増備となるため、以降に新造した半蔵門線用の08系や有楽町線・副都心線用の10000系の設計思想を採り入れている。
5次車は従来車両よりも「車内快適性の向上」「使い易さの向上」「環境負荷の低減」「火災対策の強化」「車体強度向上」を目指した。導入する2編成のうち、1編成は同年6月6日に実施されたダイヤ改正時の列車増発用、もう1編成は2016年実施開始の大規模改修工事時の予備編成確保用としている。製造は2編成とも日本車輌製造が担当した。
同年1月と3月に搬入され、5月22日から営業運転を開始し、運用上は従来車との区分はなく共通使用されている。
|  |
|  |

|  |
|  |

|  |
|  |

|  |
|  |

|  |
|  |

|  |
|  |

|  |
|  |

|  |
|  |

#### 外観
約9年ぶりの新造車であることを明確にするため、フロントガラス形状はそのままに、フロントガラス以下のデザインを変更し、スカートを設置した。シールドビーム式前照灯・尾灯はケース形状と灯具形状変更（角型→丸型）し、前面のラインカラー帯はフロントガラス下部の形状に合わせてカーブした形状とし、側面部とは流れるようにつなげた。側面は側窓上にもラインカラーを追加したほか、窓下のラインは配色が上下が逆となり、車端寄りの部分はモザイク状に処理をして一体感と躍動感をイメージした外観とした。側面の車両番号表記は外板下部から戸袋部に変更されている。
車体構造は同じ日本車輌製造製である08系で採用した側構体をシングルスキン構造からダブルスキン構造とする「セミダブルスキン構造」（屋根構体以外をダブルスキン構造化）を採用したほか、車体端部には三角形の断面構造を持つ衝突柱を配置し、これを車体台枠から屋根構体まで貫通させ、さらに側構体に直接接合する構造としている。さらに台枠と側構体床上面結合部の溶接位置を変更することで衝突事故時における安全性の向上を図った。
車体は従来車両よりもアルミ合金材質の統一を図る「モノアロイ化」を実施し、廃車時におけるリサイクル性をさらに向上させた。このほか、床面高さを10mm低い1,140mmとし、ホームとの段差を減少させた。また、従来車において正面左上窓に貼り付けしてあったシンボルマークは省略された。

#### 内装
車内は快適性の向上や使い易さの向上などのため、仕様が見直されている。特に火災発生時に有毒ガスの発生源となるFRPや塩化ビニル材料の使用を取りやめている。
内張りは白色系の化粧板仕様とし、床材はエメラルドグリーンのゴム材を採用して車内を明るく見せる配色とした。座席は従来車と同様に一般席は紫色、優先席は青色のバケットシートであるが、掛け幅を450mmから460mmに拡大した。座席詰め物には従来からのポリエステル綿のほか、スプリング構造のクッション材や中空エラストマーを重ねた2重構造として座り心地の改善も図っている。袖仕切は白色の大形仕切で、仕切板上部の外側は黒色として明るい車内をシャープに引き締めるアクセントとした。
ドア間の7人掛け座席部では新たにスタンションポール（握り棒）を2本設置した。車端部では7人掛け座席部よりも網棚高さを100mm低い1,700mmとし、優先席部ではつり革高さを80mm低くして（床面上1,660mmから1,580mmへ）使いやすさを向上させたものとした。優先席袖仕切部の握り棒はオレンジ色のエンボス加工品を使用している。
側面客用扉は扉窓ガラスを複層構造から単板ガラスへと変更したほか、側面出入口下部（クツズリ部）には黄色の出入口識別表示板を配している。ドアチャイムは、10000系などと同じ3打式に変更され、各扉の鴨居下部に扉の開閉に合わせて赤く点滅する「ドア開閉表示灯」が新設された。この開閉表示灯はドア開閉時のほか、運転台の乗降促進放送を鳴動させる際にも点滅する。ドアエンジンは当初より減圧機構付きとされたほか、4次車まで採用されていた車内客用ドアの戸袋部にある戸閉検知センサーは省略された。
各車両間にある扉のドアクローザーは新開発のものを使用し、事故防止・出火対策の観点からドア下部に生ずる隙間を発生させないようにしているほか、緊急時に人力で開きやすいようになっている。

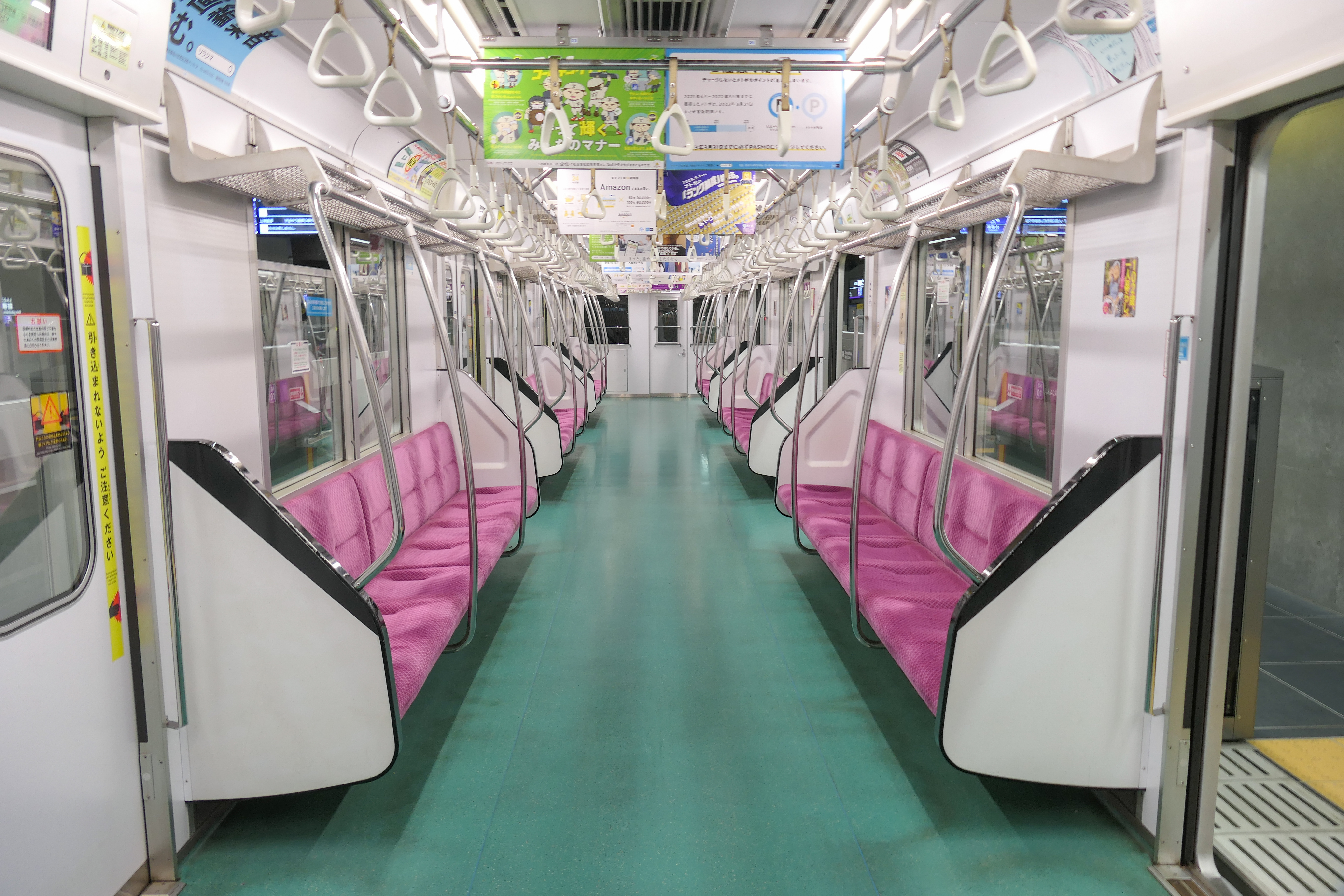
5次車の車内 内装カラーリングを大きく変更
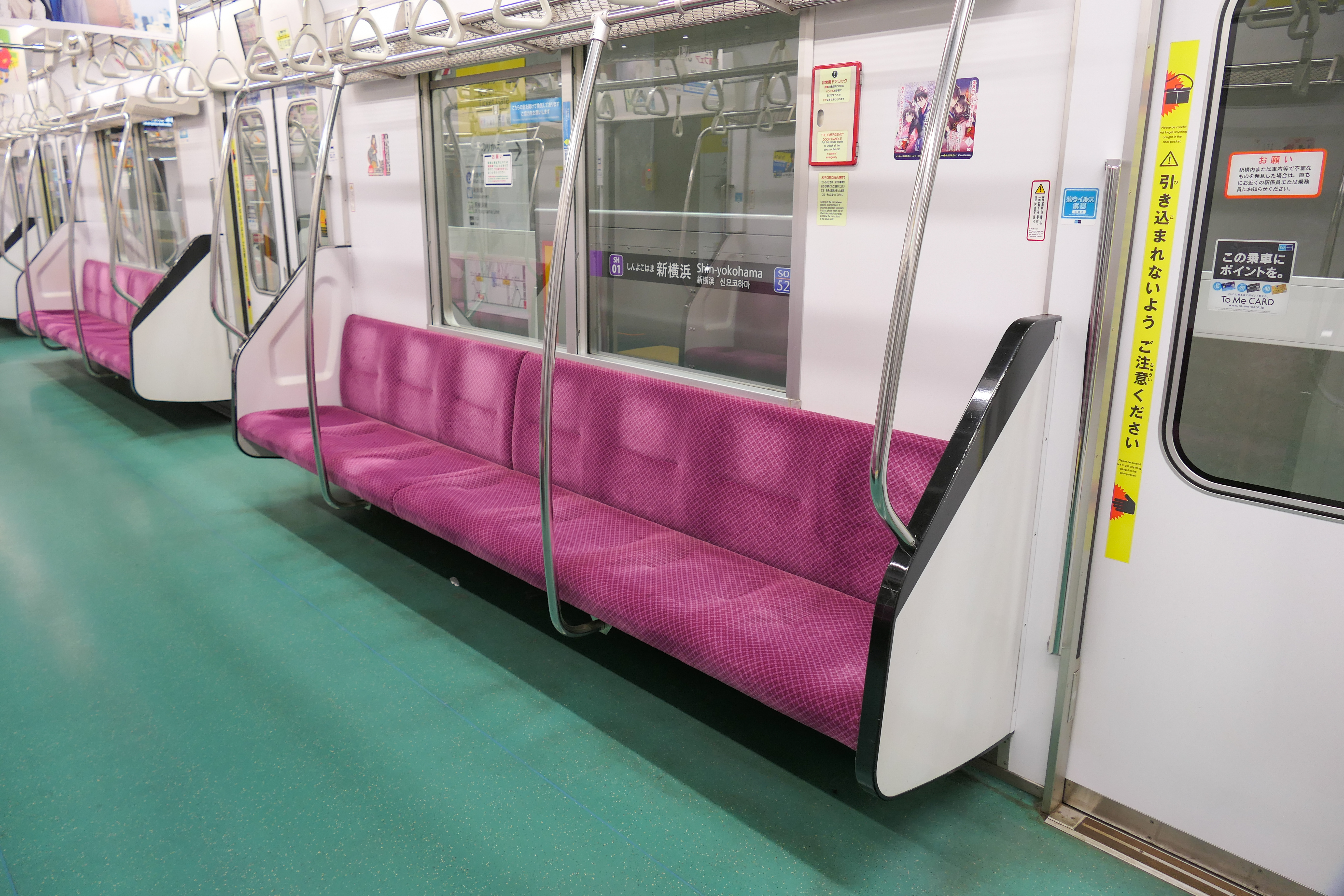
7人掛け座席
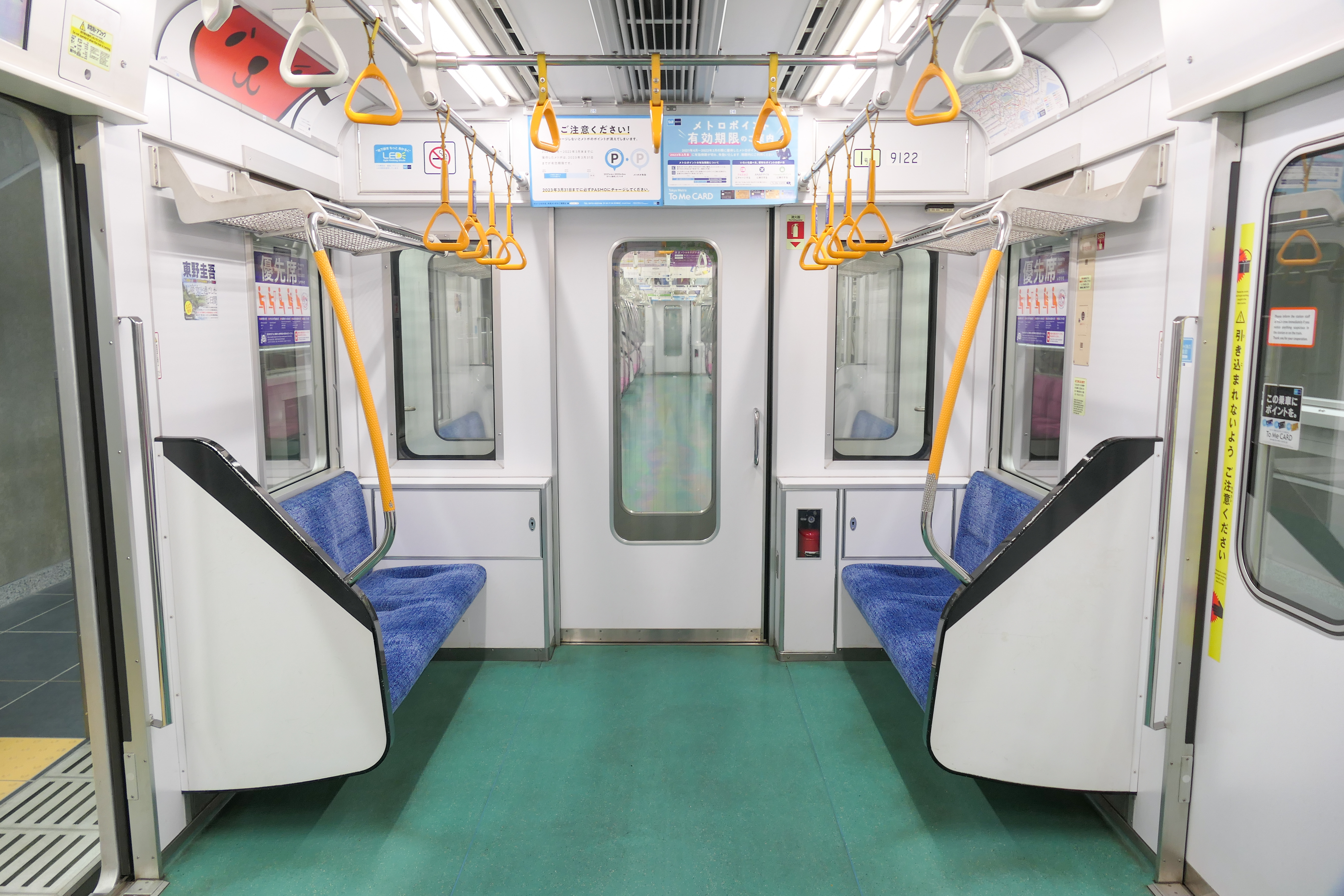
優先席
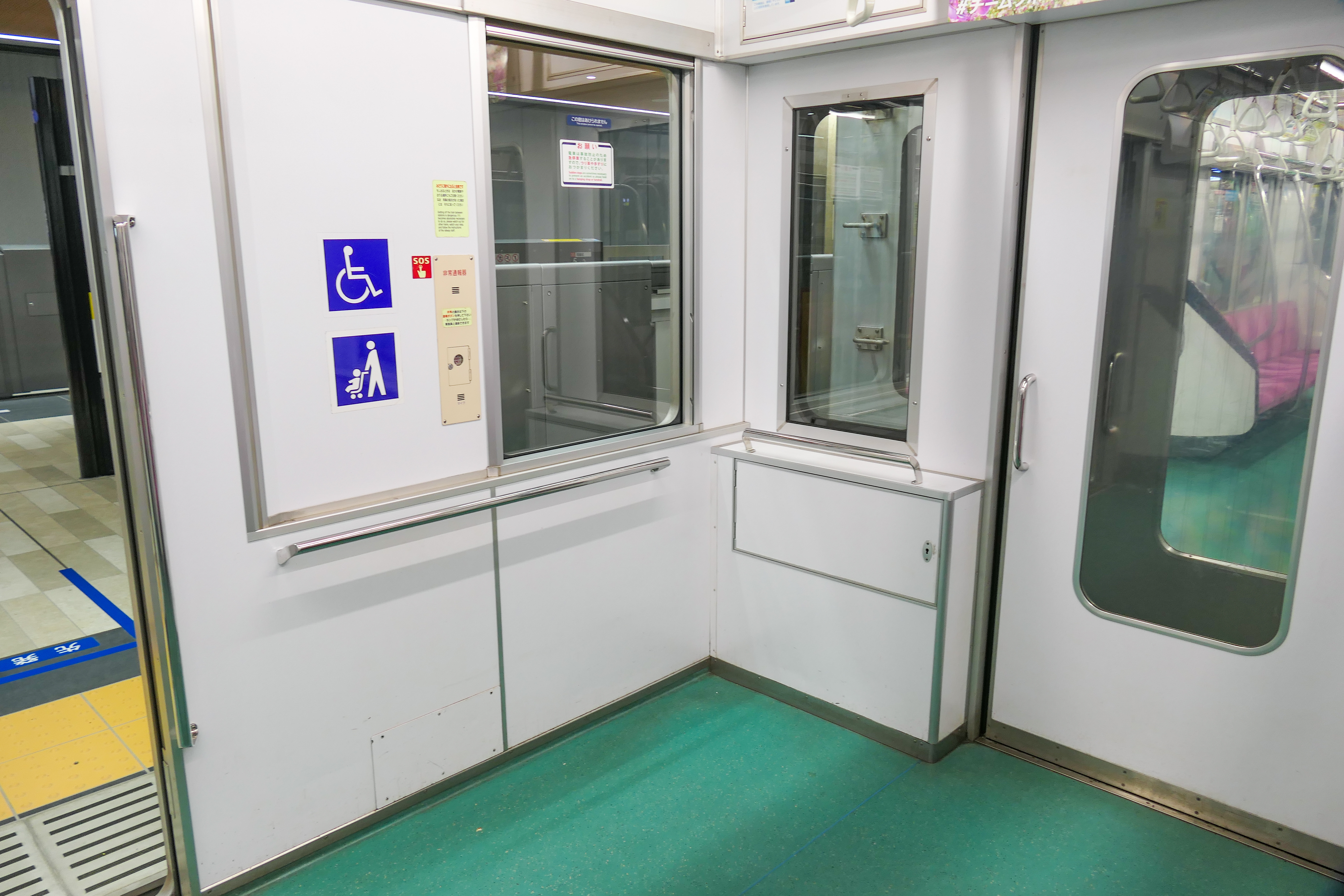
車椅子スペース
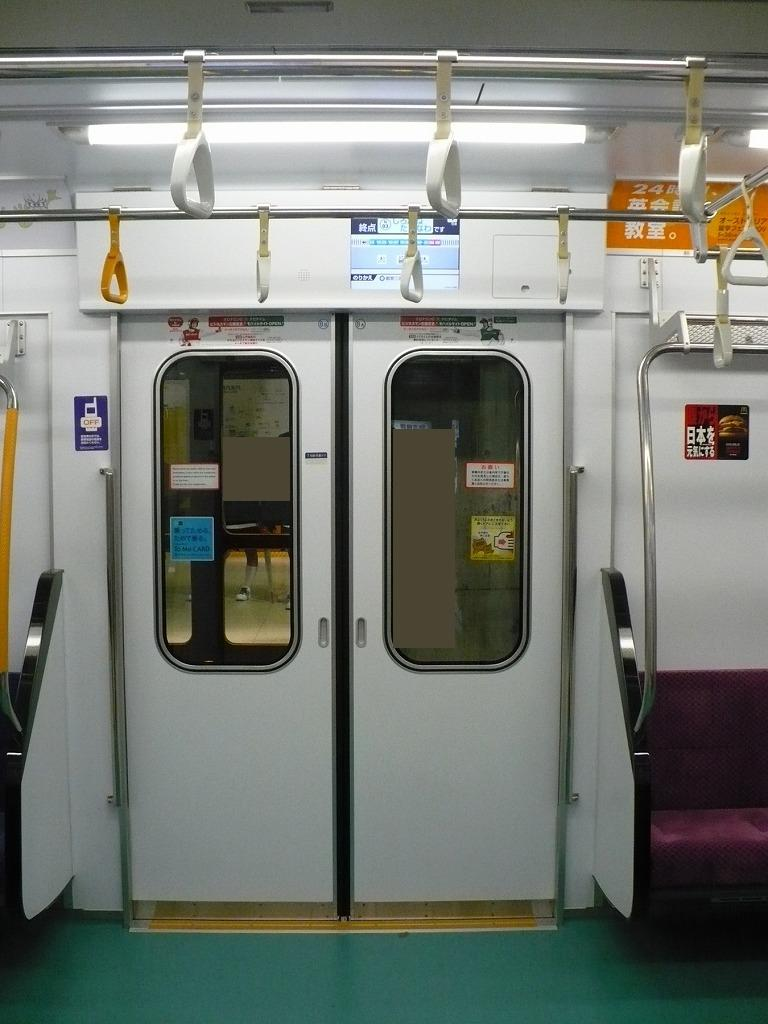
客用ドア
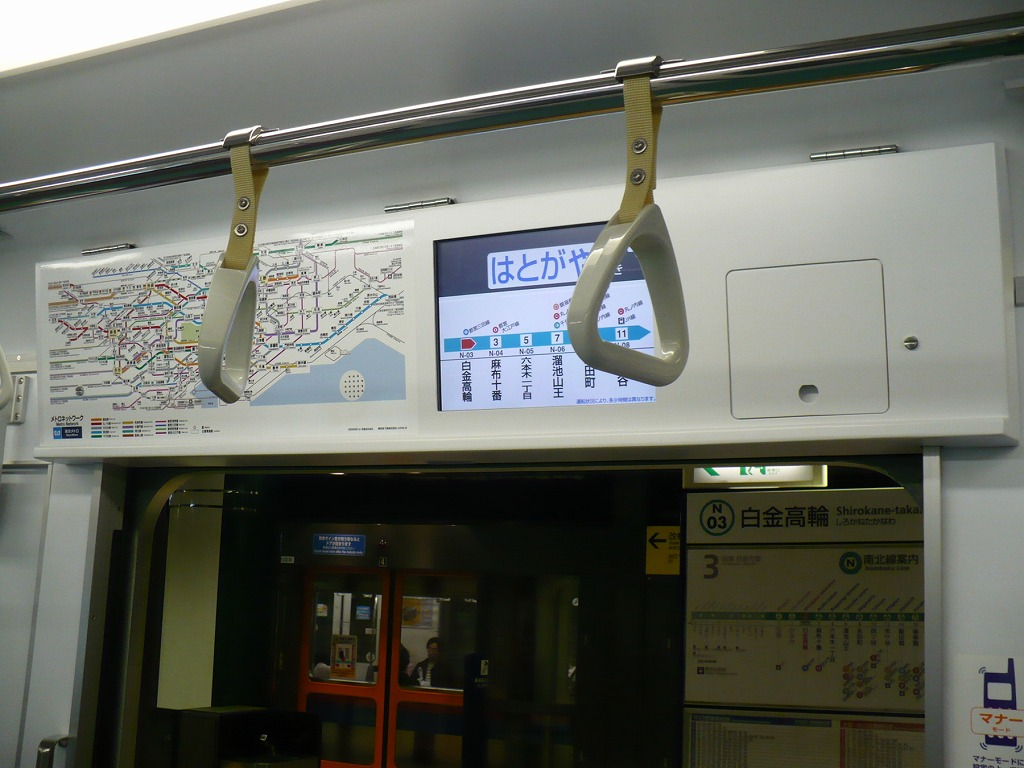
客用ドア上部の液晶式案内表示器 Tokyo Metro ビジョンは未設置
車内液晶ディスプレイ （ソフト変更前）
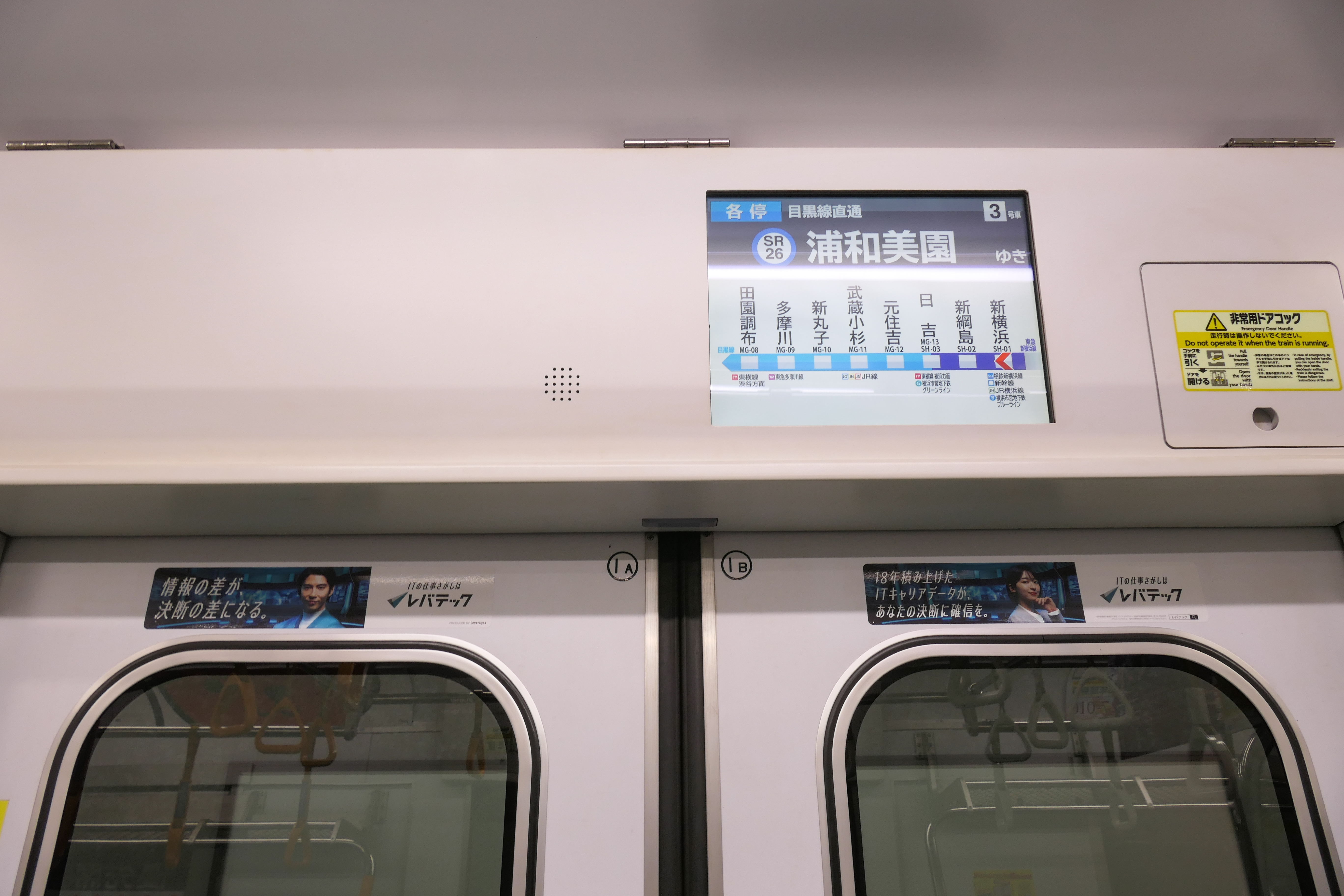
車内液晶ディスプレイ （ソフト変更後）
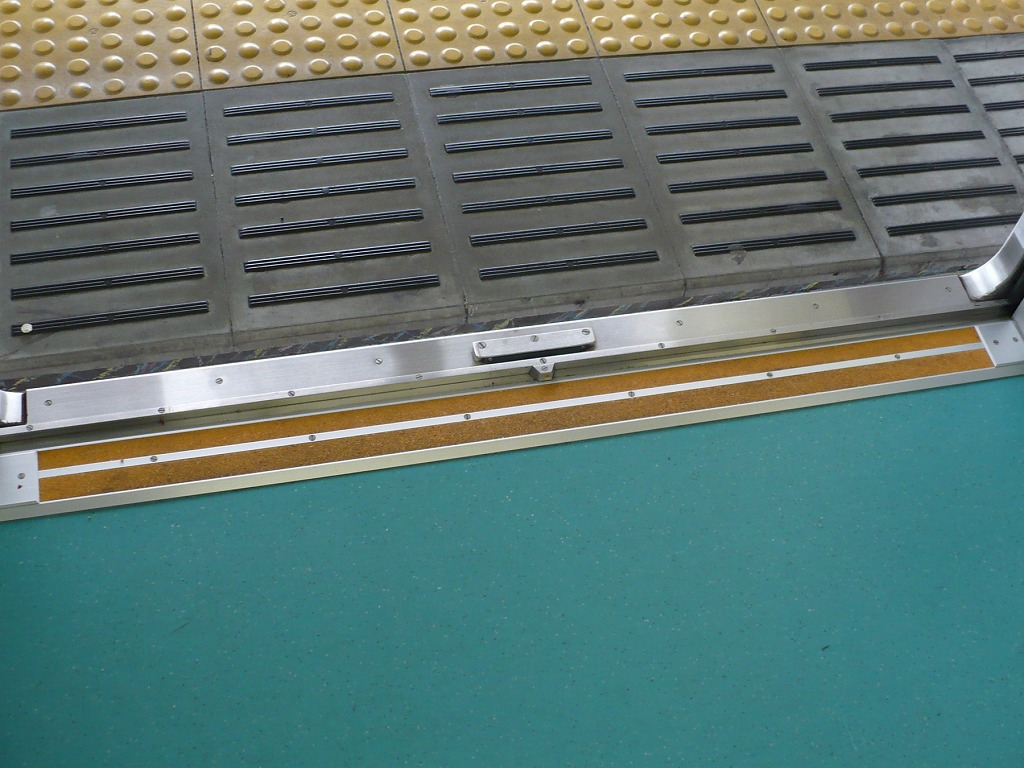
客用ドア下部の出入口識別表示板 （黄色の帯状の部分）

車内の案内表示器はLEDによる2段表示式から見やすさ、より多くの情報を表示できる液晶ディスプレイ（LCD）方式に変更し、各客用ドア上部に1台を設置する。表示器を設置していない左側は路線図などを掲出するスペースとされているが、将来的には2画面化（Tokyo Metro ビジョン設置）が可能なよう準備工事を施工している。
冷房装置はインバータ制御による容量48.9 kW（42,000kcal/h）から、稼働率制御方式（ON/OFF制御式・CU768形）による容量58,0 kW（50,000kcal/h）に増強されている。また、5次車では駅部における温度上昇対策のため、駅構内では空調装置からの廃熱を抑制する機能が追加されている。
運転台を始めとした乗務員室内の機器配置などは取り扱いを考慮して従来車に準じているが、一部仕様が変更されている。速度計と両端にある保安表示灯、マスコンノッチ表示灯は10000系と同様の平板な形状としている。また、ホームドア表示灯はマスコン台から保安表示灯部に収納された。車両情報装置（TIS）は空調装置の指令機能と前灯点滅機能を専用スイッチからTISモニター経由の操作に変更した。運転台前のフロントガラスには遮光用カーテンが設置された。

#### 機器類
編成形態は一部変更され、9300形（M2）に代わり新区分形式となる9400形（簡易運転台付きT車）を新製し、MT比は完全な3M3T構成とした。走行機器は主電動機出力や歯車比については従来車と同一だが、機器類は10000系の仕様が採り入れられ設計変更が加えられた。
主回路は三菱電機製の2レベルIGBT-VVVFインバータ方式（PGセンサレスベクトル制御・純電気ブレーキ対応）とし、電動機制御は1C4M1群/2群構成とした。歯車比は従来車と同様だが、10000系で採用した新設計の駆動装置を使用し、振動と騒音の低減、保守性の向上を図っている。
補助電源装置は東芝製の240kVA出力の静止形インバータ（SIV、三相交流440V出力）に、空気圧縮機はレシプロ式から低騒音かつ保守性に優れた一体箱形状のスクロール式に変更した（三菱電機製・MBU331C形）。
台車は走行安全性向上や輪重調整作業などの保守性向上を目的に住友金属工業製モノリンク式台車であるFS777A形に変更され、南北線では初のボルスタ付台車となった。パンタグラフは菱形からシングルアーム式に変更し、一編成当たり3基搭載とした。
ただし、5次車ならびに一部の初期車両で施工したゴム製の床敷物は、本来はアルミ材を敷いた上でゴム製の床敷物を貼り付けるが、現車ではアルミ材が敷かれておらず、鉄道車両の火災対策基準を満たさないことから、国土交通省より改善指示が出されている。

## 改造

### 東急目黒線直通対応改造
2000年（平成12年）9月の目黒開業を前に、第01 - 15編成までの全車両に東急目黒線直通対応化改造が施行された。施行内容は以下の通り。
- 準備工事であったLED式側面行先表示器の設置、側窓にロールカーテンの設置。
- 4次車に合わせて放送・行先の設定機能をTISに内蔵、従来使用していた設定器は廃止した。
- 運転台へのホーム監視モニターの設置、フロントガラスに遮光フィルムの貼り付け。TASC搭載、東急線対応の列車無線設置などを実施した。
- 第01 - 08編成は、上記に加え前面の行先表示器をLED式に変更、ロールカーテン設置時に側窓枠ごとアルミサッシに変更した（ただし妻面窓はFRP製のまま）。

### B修工事

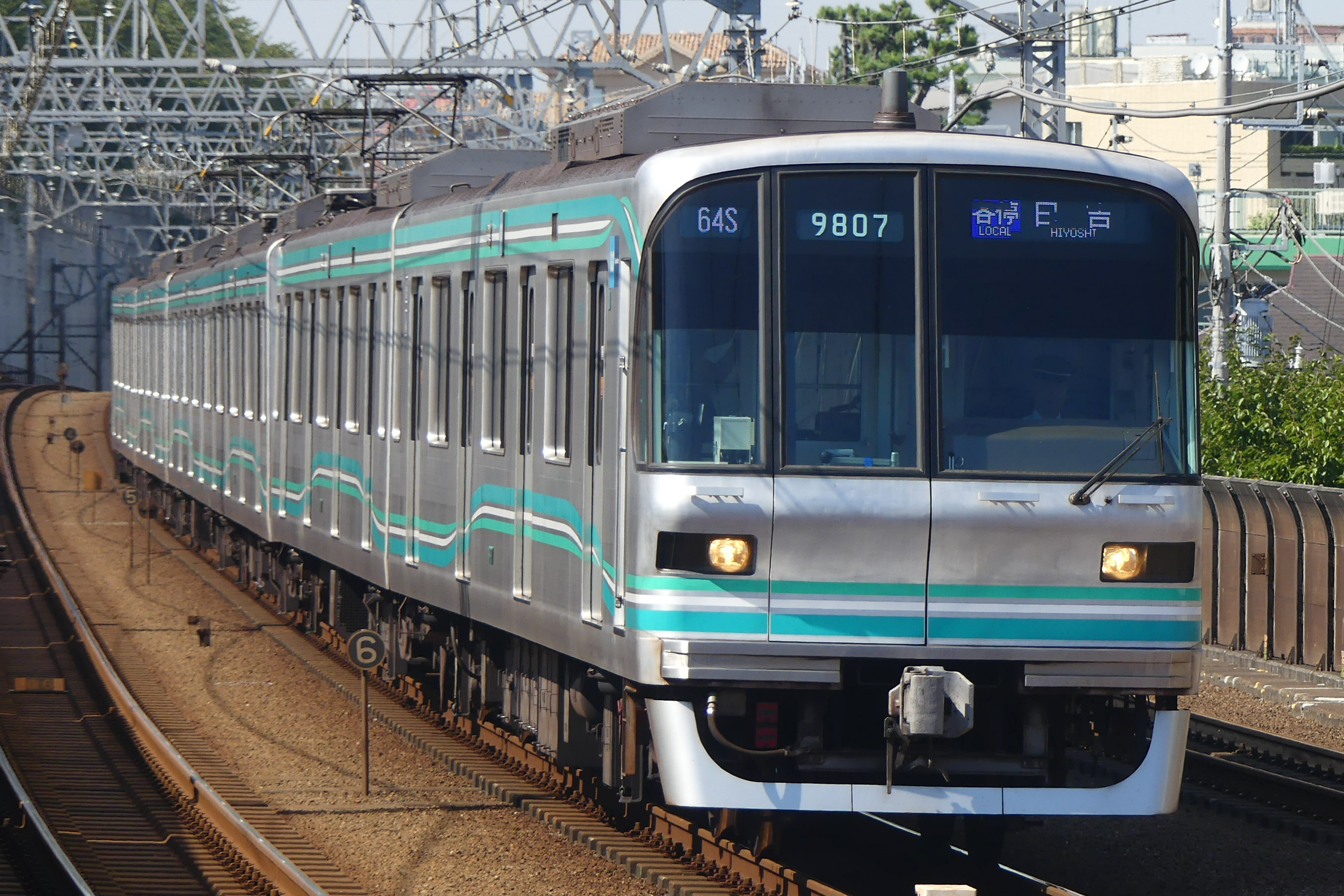
1次車第07編成 B修工事施工車
（2018年8月26日）

2016年（平成28年）度から2018年（平成30年）度にかけて、本系列のうち1次車である第01 - 08編成のリニューアルが大規模改修工事として実施されることが発表された。最初にリニューアルした第05編成は、2016年8月15日から運行を開始した。2019年に対象編成へのリニューアルが終了した。
車体や車内の主な変更点は以下の通り。
車体
- ラインカラー帯の配色を変更し、直線状から波がかった「ウェーブデザイン」とし、直通先である東急目黒線や埼玉高速鉄道線といったハーフハイトタイプのホームドア設置路線内でも判別できるよう、車体側面上部にも直線状のラインカラー帯を追加した。
- 車外の行先表示器を3色LED式からフルカラーLED式に取り替えた。書体は明朝体からゴシック体に変更した。
- 編成中の9300形を電装解除（M2'車→T車）し、MT比を4M2Tから3M3T構成とした。
- 前面下部にスカートを設置した。

車内
- 内装板をつや消しのアイボリー色に、床敷物を取り替えた。
- 座席端部の袖仕切板を大型化、エッジ部分には床敷物同様に南北線のラインカラーであるエメラルドグリーンを配色した。
- 車端部に設置していたクロスシートを廃止し、3人掛けのロングシートまたはフリースペースに変更した。
  - 2・5号車以外の各車両にも1か所ずつ車椅子・ベビーカー用のフリースペースを設置した。

- 優先席部はつり革高さを低下（1,660 mmから1,580 mm）、縦握り棒をオレンジ着色品に変更した。
- 各客用ドア上の車内案内表示器を液晶ディスプレイ（LCD）式に更新した。
  - 5次車とは異なり、当初から2画面構成を採用した。左側は映像広告（Tokyo Metro ビジョン）用とし、右側は行先・乗り換え案内表示用として使用する。

- 各客用ドア上部（鴨居点検フタ）にはドア開閉時または乗降促進ブザー鳴動時に赤く点滅する「ドア開閉表示灯」を新設、また各客用ドア下部には車内と出入り口の識別を図る「出入口識別表示板」を新設した。
- 非常通報装置は目立つよう、赤枠付きのものへ取り替えた。
- 空調装置はグループ会社のメトロ車両が組み立てた（製造は三菱電機）58.14 kW（50,000 kcal/h）出力品に交換した。また、空調操作スイッチを廃止し、TISモニター経由の操作に変更した。
- 運転台前のフロントガラスには遮光用カーテン（日除け）を追加、運転台（計器盤）は大きな変更はないが、ブレーキ指示計（減速度km/h/sを表示）を力行・ブレーキノッチ表示灯に変更した。
- 列車無線送受話器横にハンドマイクを新設し、車内と車外への放送を同時に行えるようにした。

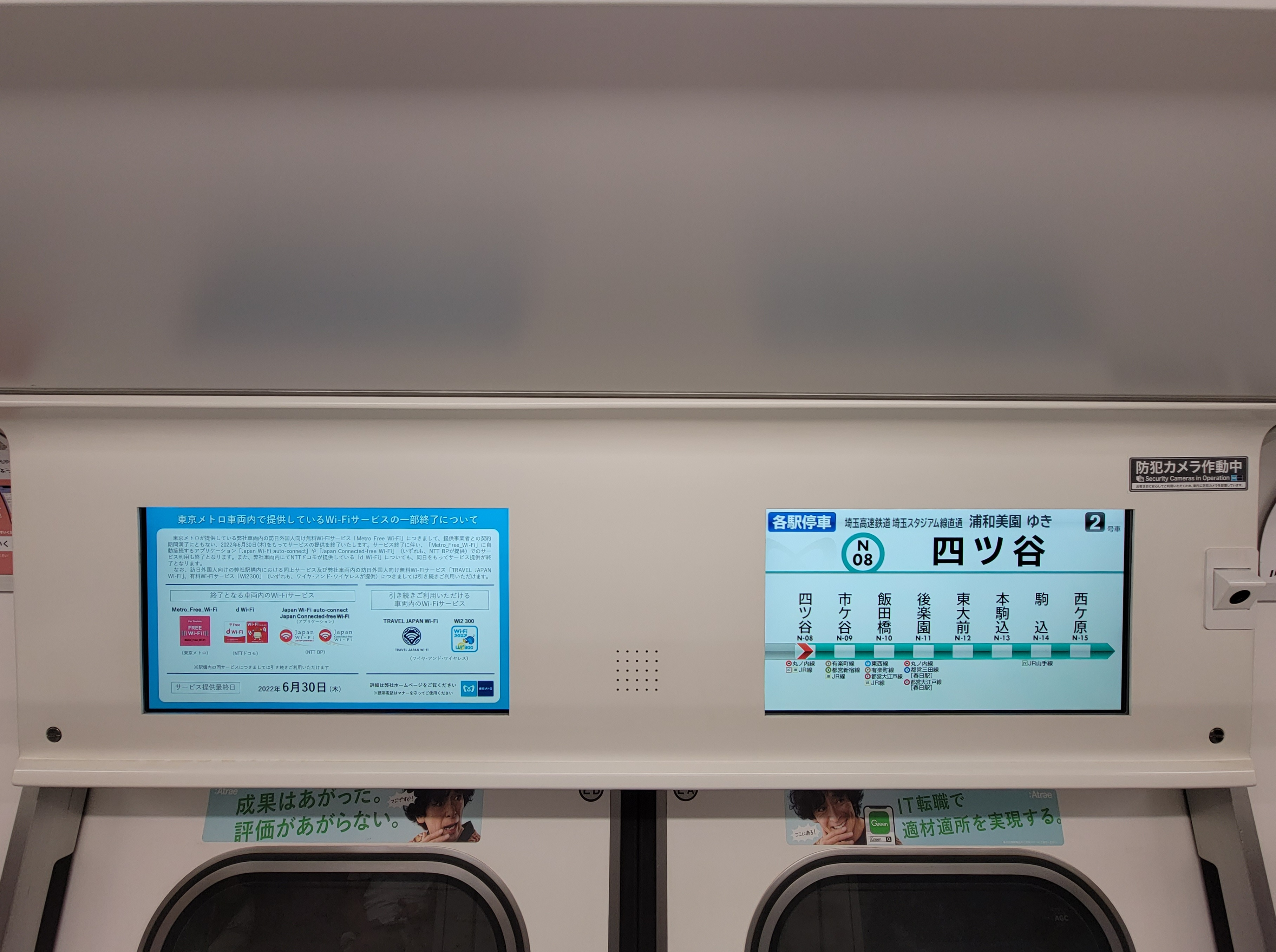
各ドア上に設置された17インチLCDと防犯カメラ
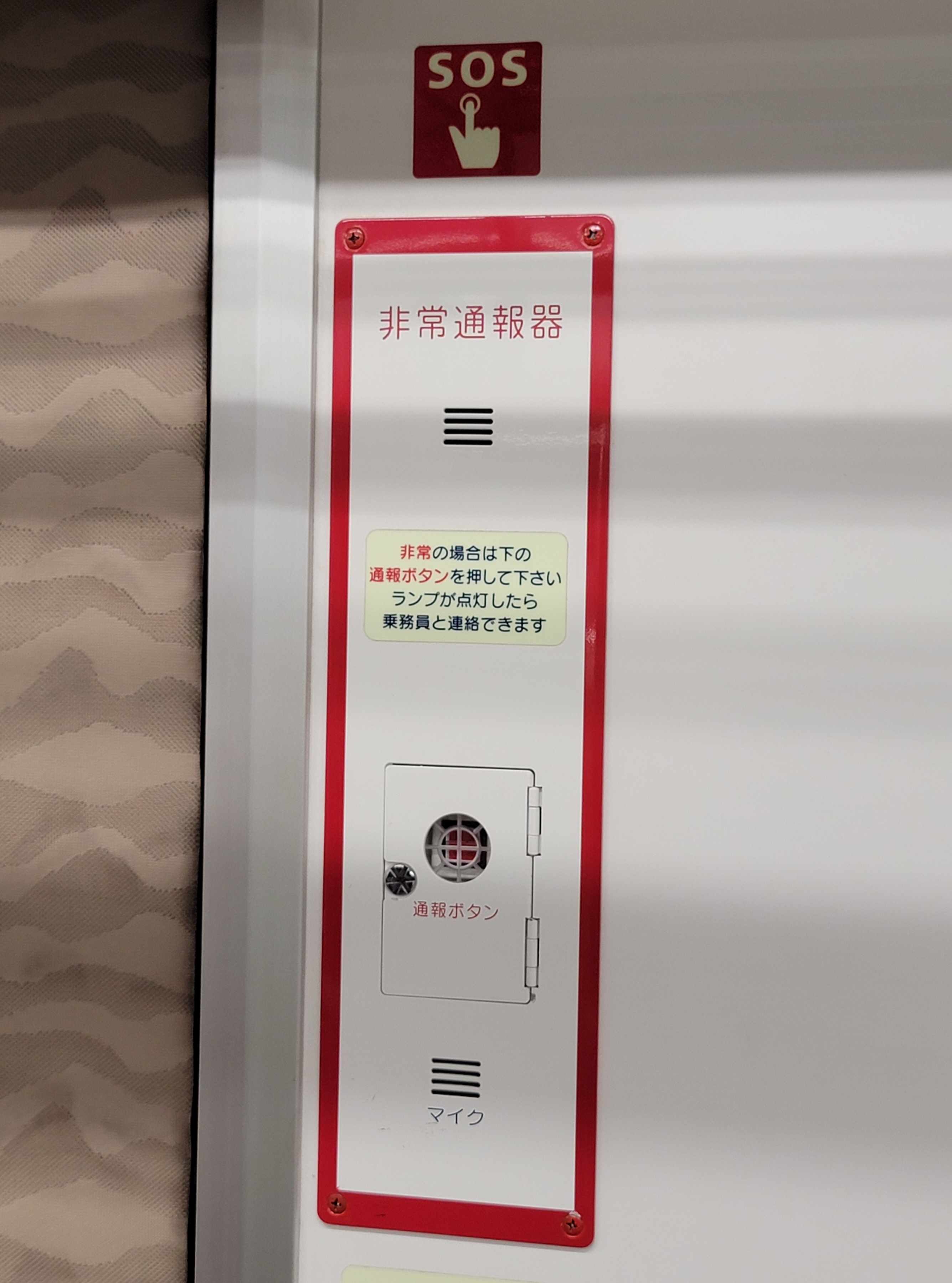
更新された車内非常通報装置

走行機器など
- 制御装置（VVVFインバータ）は三菱電機製フルSiC - MOSFET素子を採用したものへ更新（1C4M2群または1群制御・PGセンサレスベクトル制御・純電気ブレーキ対応）。
- 主電動機は225 kW 出力品に取り替え。
- 補助電源装置（静止形インバータ〈SIV〉 ）は千代田線用16000系4次車で採用した「並列同期・休止運転方式」に更新した。
  - この方式によって高負荷時には、編成中の2台のSIVが協調して各車両に電力を併給しているが、低負荷時には1台のSIVで編成全体に電力を併給し、もう1台のSIVは休止する。これにより、稼働台数が減らせるため従来よりも省エネルギー化が図られる。

- 蓄電池をポケット式から焼結式に更新し、合わせて容量を増大した。
- ブレーキ作用装置は台車ごとに制御する方式（1両に2台）から、車両単位で制御する方式（1両に1台）に更新した。TISによる編成単位での遅れ込め制御（編成統括ブレンディング方式）を採用した。
- 空気圧縮機（CP）はレシプロ式から、三菱電機製で潤滑油が不要なオイルフリー（無給油）方式のURC1600D-I形に更新した。1つの機器箱内に小型のスクロール式圧縮機を4台と除湿装置などの周辺機器を内蔵しており、1箱あたりの吐出量は1,540 NL/min（ノルマルリットル）である。
- 集電装置（パンタグラフ）は「ひし形」で変更はないが、運転台TISモニター画面で状態確認を行うため、パンタ上昇検知装置を新設した。
- 車両制御情報管理装置（TIS）はシステムの更新を行い、伝送経路を完全2重系構成とした。

クロスシートは廃止され、現在では京王新5000系クロスシート（デュアルシート）車を2017年9月に79年ぶりに導入した京王電鉄と入れ替わるように、東京メトロは大手私鉄で唯一クロスシート車を有しない鉄道事業者となっている。

## 編成形態

### 1次車 - 4次車
|                       | ← 浦和美園・赤羽岩淵目黒・日吉・新横浜 → | ← 浦和美園・赤羽岩淵目黒・日吉・新横浜 → | ← 浦和美園・赤羽岩淵目黒・日吉・新横浜 → | ← 浦和美園・赤羽岩淵目黒・日吉・新横浜 → | ← 浦和美園・赤羽岩淵目黒・日吉・新横浜 → | ← 浦和美園・赤羽岩淵目黒・日吉・新横浜 → | 制御装置（VVVFインバータ）                                                  | 備考                                                  |
| 号車                  | 1                                        | 2                                        | 3                                        | 4                                        | 5                                        | 6                                        | 制御装置（VVVFインバータ）                                                  | 備考                                                  |
| 形式                  | 9100形 （CT1）                           | 9200形 （M1）                            | 9300形 （M2）                            | 9600形 （M1）                            | 9700形 （M2）                            | 9800形 （CT2）                           | 制御装置（VVVFインバータ）                                                  | 備考                                                  |
| 機器配置              | CP                                       | VVVF                                     | DDC BT                                   | VVVF                                     | DDC BT                                   | CP                                       | 制御装置（VVVFインバータ）                                                  | 備考                                                  |
| 1次車（A編成）        | 9101                                     | 9201                                     | 9301                                     | 9601 （9202）                            | 9701 （9302）                            | 9801                                     | 9201・9301は三菱電機製GTO素子（1C4M・2群）、9601・9701は日立製作所製GTO素子 | 1次車の編成替え。()内は組換前の旧番号（いずれも初代） |
| 1次車（A編成）        | 9103                                     | 9203                                     | 9303                                     | 9603 （9204）                            | 9703 （9304）                            | 9803                                     | 日立製作所製GTO素子                                                         | 1次車の編成替え。()内は組換前の旧番号（いずれも初代） |
| 1次車（A編成）        | 9105 9107                                | 9205 9207                                | 9305 9307                                | 9605 （9206） 9607 （9208）              | 9705 （9306） 9707 （9308）              | 9805 9807                                | 三菱電機製GTO素子                                                           | 1次車の編成替え。()内は組換前の旧番号（いずれも初代） |
| 1次車・2次車（B編成） | 9102 9104 9106 9108                      | 9202 9204 9206 9208                      | 9302 9304 9306 9308                      | 9602 9604 9606 9608                      | 9702 9704 9706 9708                      | 9802 9804 9806 9808                      | 日立製作所製IGBT素子（3レベル方式、1C2M・4群）                              | 先頭車は1次車、中間車は新造2次車、9200・9300形は2代目 |
| 2次車（C編成）        | 9110 ： 9113                             | 9210 ： 9213                             | 9310 ： 9313                             | 9610 ： 9613                             | 9710 ： 9713                             | 9810 ： 9813                             | 日立製作所製IGBT素子（3レベル方式、1C2M・4群）                              | 全車新造車編成                                        |
| 3次車（C編成）        | 9114 9115                                | 9214 9215                                | 9314 9315                                | 9614 9615                                | 9714 9715                                | 9814 9815                                | 三菱電機製IGBT素子                                                          | 全車新造車編成                                        |
| 4次車（D編成）        | 9116 ： 9121                             | 9216 ： 9221                             | 9316 ： 9321                             | 9616 ： 9621                             | 9716 ： 9721                             | 9816 ： 9821                             | 東芝製IGBT素子（2レベル方式、1C2M・3群制御）                                | 全車新造車編成                                        |

### 2次車（C編成） - 4次車
|                | ← 浦和美園・赤羽岩淵目黒・日吉・新横浜 → | ← 浦和美園・赤羽岩淵目黒・日吉・新横浜 → | ← 浦和美園・赤羽岩淵目黒・日吉・新横浜 → | ← 浦和美園・赤羽岩淵目黒・日吉・新横浜 → | ← 浦和美園・赤羽岩淵目黒・日吉・新横浜 → | ← 浦和美園・赤羽岩淵目黒・日吉・新横浜 → | ← 浦和美園・赤羽岩淵目黒・日吉・新横浜 → | ← 浦和美園・赤羽岩淵目黒・日吉・新横浜 → | 制御装置（VVVFインバータ）                     | 備考                                     |
| 号車           | 1                                        | 2                                        | 3                                        | 4                                        | 5                                        | 6                                        | 7                                        | 8                                        | 制御装置（VVVFインバータ）                     | 備考                                     |
| 形式           | 9100形 （CT1）                           | 9200形 （M1）                            | 9300形 （M2）                            | 9400形 （T）                             | 9500形 （T）                             | 9600形 （M1）                            | 9700形 （M2）                            | 9800形 （CT2）                           | 制御装置（VVVFインバータ）                     | 備考                                     |
| 機器配置       | CP                                       | VVVF                                     | DDC BT                                   |                                          |                                          | VVVF                                     | DDC BT                                   | CP                                       | 制御装置（VVVFインバータ）                     | 備考                                     |
| 2次車（C編成） | 9109                                     | 9209                                     | 9309                                     | 9409                                     | 9509                                     | 9609                                     | 9709                                     | 9809                                     | 日立製作所製IGBT素子（3レベル方式、1C2M・4群） | 全車新造車編成（9400・9500形は2021年製） |

| 凡例                                                              |                               |
| - VVVF：主制御器 - DDC：補助電源装置（DC-DCコンバータ）           | - CP：空気圧縮機 - BT：蓄電池 |
| 備考                                                              |                               |
| - 8両編成では、9300形と9600形の間に9400形と9500形を追加している。 |                               |

### 5次車（E編成）
|          | ← 浦和美園・赤羽岩淵目黒・日吉・新横浜 → |              |            |             |             |              |
| 号車     | 1                                        | 2            | 3          | 4           | 5           | 6            |
| 形式     | 9100形 (CT1)                             | 9200形 (M1') | 9400形 (T) | 9600形 (M1) | 9700形 (M2) | 9800形 (CT2) |
| 機器配置 | CP                                       | VVVF1        | SIV BT     | VVVF2       | SIV BT      | CP           |
| 車両番号 | 9122 9123                                | 9222 9223    | 9422 9423  | 9622 9623   | 9722 9723   | 9822 9823    |

| 凡例 |                                                                       |
| - VVVF1：主制御器（1C4M1群） - VVVF2：主制御器（1C4M2群）                                                                             | - SIV：補助電源装置（静止形インバータ） - CP：空気圧縮機 - BT：蓄電池 |
| 備考 |                                                                       |
| - 8両編成化時には、9200形と9400形の間に9300形を、9400形と9600形の間に9500形を追加する予定であったが、2023年の計画変更で中止となった。 |                                                                       |

### 定員一覧表
| 形式      | 先頭車            | 中間車               | 中間車（車椅子スペース付き） |
| --------- | ----------------- | -------------------- | ---------------------------- |
| 1次車     | 140人（座席49人） | 151人（座席56/55人） | 152人（座席52人）            |
| 2次車以降 | 140人（座席48人） | 150人（座席54人）    | 151人（座席51人）            |

## 運用
運用区間は南北線目黒 - 赤羽岩淵間、相互乗り入れ先である東急目黒線目黒 - 日吉間、2023年3月開業の東急新横浜線日吉 - 新横浜間、埼玉高速鉄道線赤羽岩淵 - 浦和美園間である。営業外列車や臨時列車によってはこれ以外の区間・路線を走行する場合がある。
6両編成22本と8両編成1本すべてが王子検車区に所属している。最大運用数は21本で、予備編成は2本である。なお、車体洗浄と車輪転削は埼玉高速鉄道の浦和美園車両基地、定期検査は千代田線の綾瀬工場、B修工事は新木場車両基地の新木場CRにおいて行われる。

## 8両編成化
本系列では、全編成のうち第09編成以降の車両を2022年度以降に2両増結して8両化することが明らかとなった。当初は15編成30両分の新造計画があり、編成内の全車が2次車以降となっている第09編成以降の15編成が対象とされていた（後述）。なお、対象外の編成は従来通り6両編成のまま。
東京メトロの2023年度事業計画で、8両編成の運行を開始するとされ、順次実行中だが、全編成が完了する時期については未定となっている。
2023年12月13日、9000系の最初の8両編成が、6次車となるこの中間2両を挿入して12月16日に営業運行を開始することが発表されたが、同時に5次車（第22・23編成）が8両化の対象外となることが明らかになった。
2025年4月28日に東京メトロが発表した2025 - 2027年中期計画によると、本形式の8両化に90億円を投資し、8両編成を7編成に増強することを発表した。

### 増結用車両
8両編成化の増結用中間車は2021年10月8日に甲種輸送を実施した、第09編成に挿入する車両より順次落成・搬入されているが、2024年時点では第10編成以降の中間車が落成されていない状態となっている。